# Siglo XV

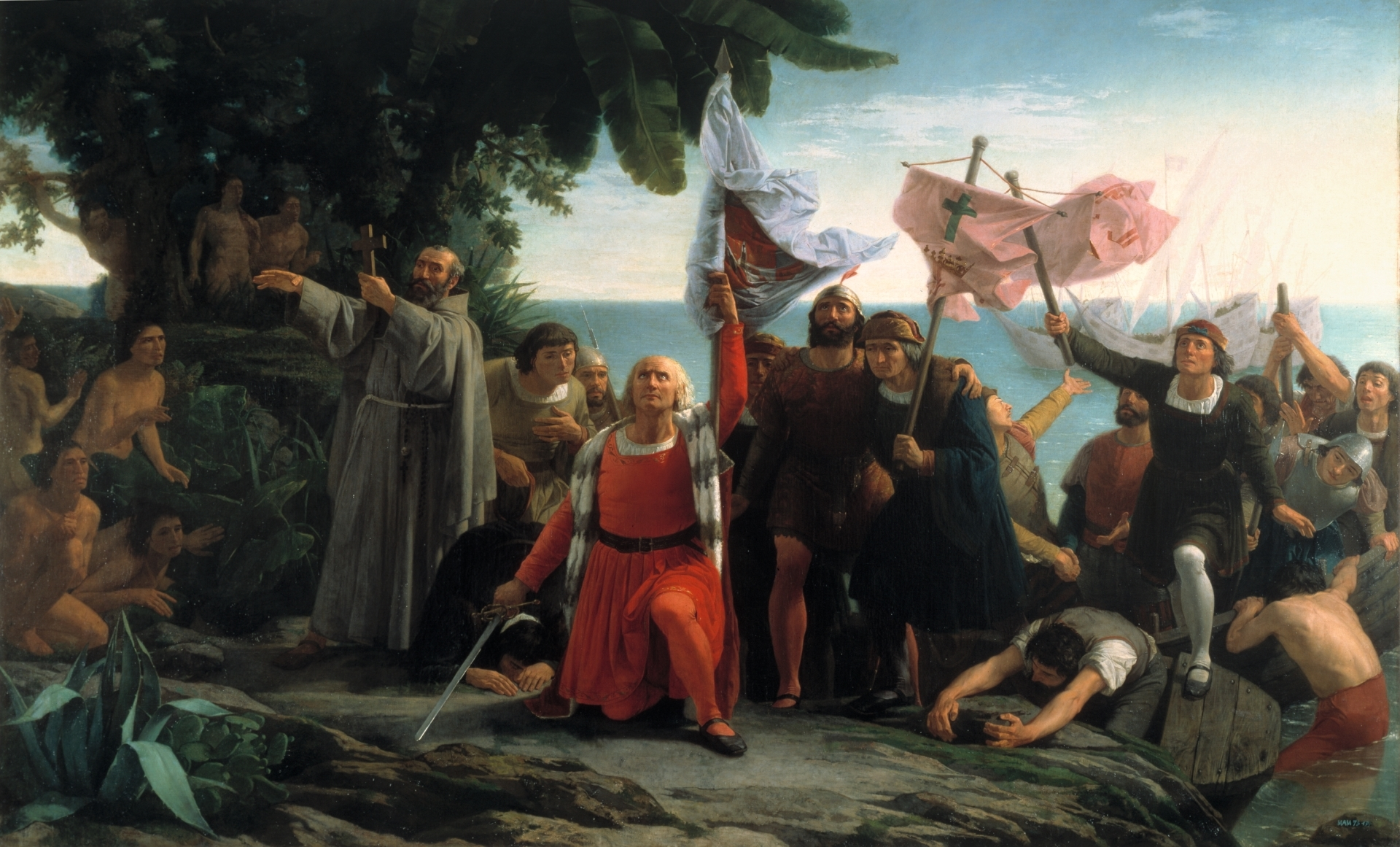
El desembarco de Cristóbal Colón a la isla Guanahaní.

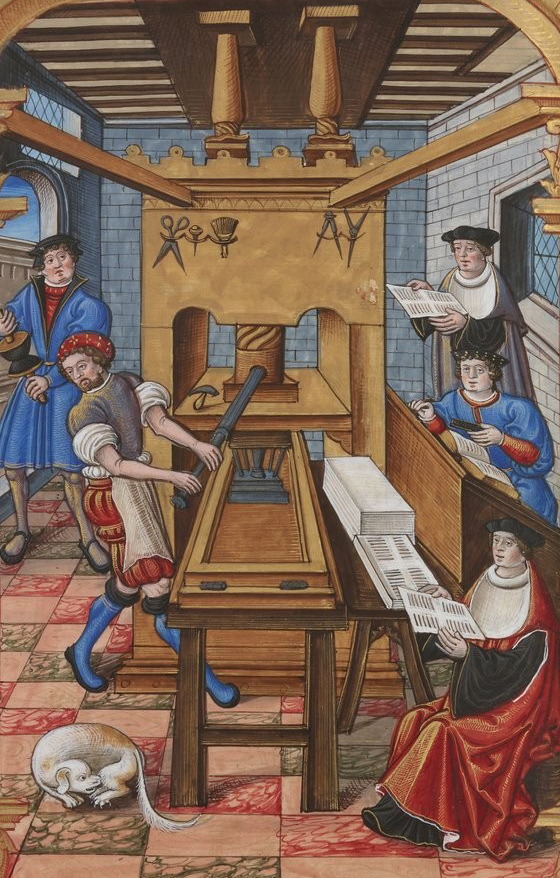
La imprenta trasformó el modo clásico de escritura a mano.

El siglo ⅹⅴ d. C. (siglo quince después de Cristo) o siglo ⅩⅤ e. c. (siglo quince de la era común) comenzó el 1 de enero de 1401 y terminó el 31 de diciembre de 1500. Es llamado el «Siglo de las Innovaciones» y abre la denominada «era de los descubrimientos». 
A pesar del halo con que habitualmente se ha connotado este periodo, el siglo XV es también el inicio de una era de represión (la caza de brujas, la Inquisición española), así como del expansionismo europeo que derivará posteriormente en la Conquista de América, o el traslado masivo en condiciones inhumanas y la posterior esclavización de millones de personas desde África (comercio atlántico de esclavos). 
La población mundial a finales de este siglo se estima en 460 millones de habitantes, repartida esencialmente entre tres grandes zonas; China-Japón-Corea, la India y Europa Occidental. Esta última todavía estaba marcada por la Peste Negra de 1347-1352 que diezmó entre el 25% y el 50% de la población europea.
Para la historia occidental europea, el siglo XV es el último siglo de la Edad Media , el puente entre la Baja Edad Media, el Renacimiento temprano y la Edad Moderna, tomándose convencionalmente como momento de división entre ellas el año 1492 (encuentro de dos mundos) o el 1453 (toma de Constantinopla por los turcos). Muchos desarrollos tecnológicos, sociales y culturales del siglo XV pueden considerarse retrospectivamente como el «milagro europeo» de los siglos siguientes. En cuanto a la religión, el papado romano  en Europa se dividió en dos partes durante décadas (el llamado cisma de Occidente). La división de la Iglesia católica y los disturbios asociados con el movimiento husita serían factores del surgimiento de la Reforma protestante en el siglo siguiente.

## Eventos principales
Constantinopla, en lo que hoy es Turquía, entonces la capital del Imperio bizantino cristiano, cayó ante los emergentes turcos otomanos musulmanes, lo cual marca el fin del tremendamente influyente Imperio bizantino y, para algunos historiadores, el final de la Edad Media. El evento obligó a los europeos occidentales a encontrar una nueva ruta comercial hacia el Este, lo que agregó un mayor impulso a lo que fue el comienzo de la era de los descubrimientos que llevaría, paulatinamente, a cartografíar todos los rincones del mundo. Las exploraciones realizadas por los españoles  y los portugueses llevaron a los avistamientos europeos de América (Nuevo Mundo) y al paso por mar a lo largo del cabo de Buena Esperanza hacia la India, en la última década del siglo. Estas expediciones marcaron el comienzo de la era de los imperios, con la Monarquía Hispánica y el Imperio Portugués como principales descubridores y exploradores.
La caída de Constantinopla llevó a la migración de los estudiosos griegos y sus textos a Italia, mientras que la invención de Johannes Gutenberg del tipo móvil mecánico comenzó la imprenta. Estos dos eventos jugaron un papel clave en el desarrollo del Renacimiento. El colapso de los remanentes bizantinos en el mar Negro y la península de Crimea; el Imperio de Trebisonda en 1461 y el Principado de Teodoro en 1475 marca el fin de lo que quedaba del mundo griego bizantino e incluso la desaparición de lo poco que quedaba de la civilización romana.
La Reconquista española acabó con la caída final del Emirato de Granada a finales de siglo, finalizando más de siete siglos de dominio musulmán y devolviendo la península ibérica a los gobernantes cristianos.
La guerra de los Cien Años terminó con una decisiva victoria francesa sobre los ingleses en la batalla de Castillon. Los problemas financieros en Inglaterra después del conflicto dieron lugar a la guerra de las Dos Rosas, una serie de guerras dinásticas por el trono de Inglaterra. Los conflictos terminaron con la derrota de Ricardo III frente a Enrique VII en la batalla de Bosworth Field, estableciendo la dinastía Tudor en la última parte del siglo.
En Asia, bajo el gobierno del emperador Yongle, quien construyó la Ciudad Prohibida y ordenó a Zheng He que explorara el mundo de ultramar, el territorio de la Dinastía Ming alcanzó su apogeo. Tamerlan estableció un importante imperio en Medio Oriente y Asia Central, para revivir el Imperio mongol.
En África, la expansión del islam —islamización de la región de Sudán— llevó a la destrucción de los reinos cristianos de Nubia, para finales de siglo, dejando solo a Alodia (que se derrumbaría en 1504). El anteriormente vasto Imperio de Mali se tambaleó al borde del colapso bajo la presión del creciente Imperio Songhai. 
En la América precolombina, tanto el Tahuantinsuyu como el Imperio Mexica alcanzaron la cima de su influencia. 

## Cronología de eventos
Años 1400
- 1401: Dilawar Khan establece el sultanato de Malwa en la India central actual.
- 1402: el Imperio Otomano y el Imperio timúrida se enfrentan en la batalla de Ankara, en la misma Bayezid I es capturado por Timur.
- 1402: el sultanato de Malaca es fundado por Parameshwara.[6]
- 1403: el emperador Yongle traslada la capital de China desde Nankín a Pekín.[7]
- 1403: el asentamiento en las Canarias por Castilla.
- 1404: Inocencio VII sucede a Bonifacio IX como papa.
- 1405: Zheng He de China navega a través del océano Índico hasta India, Arabia y África Oriental para difundir la influencia y soberanía de China.
- 1405: la guerra paregreg, guerra civil de sucesión Majapahit entre Wikramawardhana contra Wirabhumi (hasta 1406)
- 1405-1407: el primer viaje de Zheng He, una masiva expedición naval de la dinastía Ming visita Java, Palembang, Malacca, Aru, Samudera y Lambri.[8]
- 1406: Gregorio XII sucede a Inocencio VII como papa.
- 1409: Cortes de Barcelona.

Años 1410

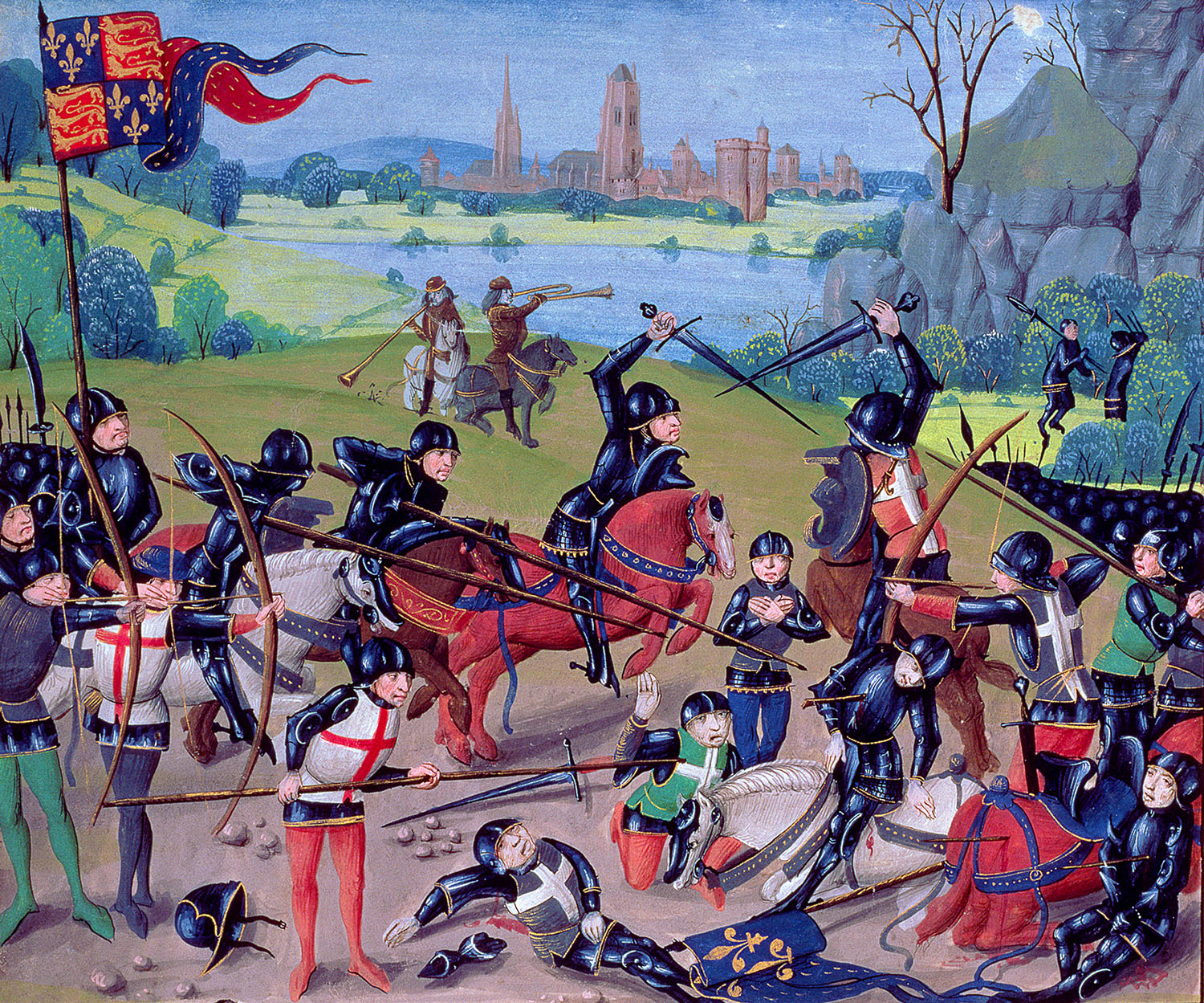
La batalla de Agincourt, hito clave de la guerra de los Cien Años, que dio inicio a una nueva fase en que los ingleses se apoderaron de media Francia.

- 1410: la batalla de Grunwald durante la guerra polaco-lituana-teutónica representa el comienzo del declive de la Orden teutónica.
- 1410-1413: la fundación de la Universidad de Saint Andrews en Escocia.
- 1412: Compromiso de Caspe, pacto establecido por representantes de los reinos de Aragón y Valencia y del principado de Cataluña para elegir un nuevo rey ante la muerte en 1410 de Martín I de Aragón sin descendencia y sin nombrar un sucesor aceptado.
- 1413: Cortes de Barcelona.
- 1414: Khizr Khan, delegado por Timur para ser el gobernador de Multan, se hace cargo de Delhi fundando la dinastía Sayyid.
- 1414-1418: el Concilio de Costanza, convocado para poner término al Cisma de Occidente.

- 1415: Enrique el Navegante lidera la conquista de Ceuta frente a los Benimerines que marca el comienzo del Imperio portugués.

- 1415: la batalla de Agincourt entre el reino de Inglaterra y Francia, supone una inesperada victoria de Enrique V de Inglaterra frente a los franceses y recuperando de esta forma territorio sobre suelo francés.
- 1415: Jan Hus, teólogo reformista, es quemado en la hoguera como hereje en el concilio de Constanza.
- 1416: el teólogo y reformador checo Girolamo da Praga (c.1370-1416) es quemado en la estaca por herejía.
- 1417: Martín V sucede a Gregorio XII como papa.
- 1419: las Defenestraciiones de Praga y las consiguientes Guerras husitas en Bohemia.
- 1419: el archipiélago de Madeira es descubierto por los portugueses Tristão Vaz Teixeira y João Gonçalves Zarco.

Años 1420

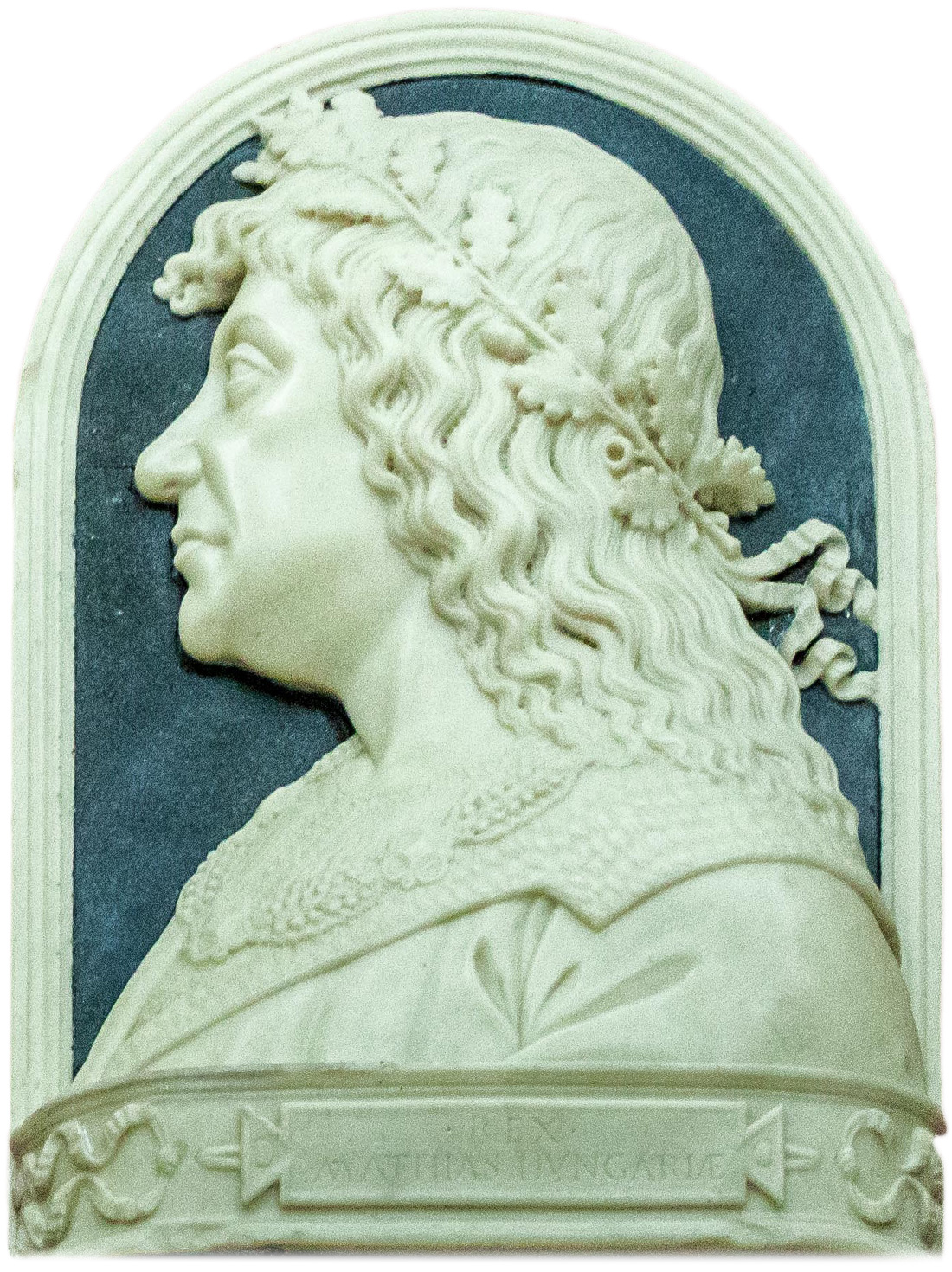
El rey del renacimiento Matías Corvino de Hungría. Su ejército mercenario permanente (el Ejército Negro) tenía el potencial militar más fuerte de su era.

- 1420: finalización de la construcción de la Ciudad Prohibida en Beijing.
- 1420: la primera guerra husita en Bohemia, dirigidas por el líder husita Jan Žižka.
- 1421: la segunda guerra husita, victoria menor imperial en la batalla de Most .
- 1422: la Tercera Guerra Husita, derrota imperial tras la batalla de Kutná Hora.
- 1424: Jacobo I regresa a Escocia después de ser retenido como rehén bajo tres reyes de Inglaterra desde 1406.
- 1424: Deva Raya II sucede a su padre Veera Vijaya Bukka como monarca del Imperio Vijayanagara.
- 1425: se funda la Universidad Católica de Lovaina (Bélgica) por el papa Martín V.
- 1427: la Cuarta Guerra Husita, derrota imperial en la batalla de Aussig y en la batalla de Tachov.
- 1429: Juana de Arco termina el sitio de Orleans y cambia el rumbo de la guerra de los Cien Años.
- 1429: la reina Suhita sucede a Wikramawardhana como gobernante de Majapahit.[9]

Años 1430
- 1431
  - 9 de enero: comienzan las investigaciones previas al juicio de Juana de Arco en Ruan, Francia bajo ocupación inglesa.
  - 3 de marzo: el papa Eugenio IV sucede al papa Martín V, para convertirse en el 207.º papa.
  - 26 de marzo: comienza el juicio de Juana de Arco.
  - 30 de mayo: Juana de Arco, de 19 años, es quemada en la hoguera.
  - 16 de junio: los Caballeros Teutónicos y Švitrigaila firman el tratado de Christmemel, creando una alianza antipolaca.
  - Septiembre: batalla de Inverlochy: Donald Balloch derrota a los realistas.
  - 30 de octubre: Tratado de Medina del Campo, consolidando la paz entre Portugal y Castilla.
  - 16 de diciembre: Enrique VI de Inglaterra es coronado rey de Francia.
- 1438: Pachacuti funda el Tahuantinsuyu.

Años 1440
- 1440: fundación del Eton College por Enrique VI.
- 1440s: la Horda de oro se divide en el kanato de Siberia, el kanato de Kazan, el kanato de Astracán, el kanato de Crimea y la Gran Horda.
- 1440-1469: bajo Moctezuma I, los aztecas se convirtieron en el poder dominante en Mesoamérica.
- 1440: Oba Ewuare llega al poder en la ciudad de Benín, en África Occidental, y lo convierte en un imperio.
- 1441: Jan van Eyck, pintor flamenco, muere.
- 1441: los navegantes portugueses recorren África occidental y restablecen el comercio atlántico de esclavos con un envío de esclavos africanos mandados directamente desde África a Portugal.
- 1441: estalla una guerra civil entre Tutul Xiues y Cocom rompen la Liga de Mayapan. Como consecuencia, la liga comienza a desintegrarse.
- 1443: Abdur Razzaq visita la India.
- 1443: el rey Sejong el Grande publica el hangul, el sistema de alfabeto fonético nativo para el idioma coreano.
- 1444: la liga albanesa fue establecida en Lezha, Skanderbeg es elegido líder. Comienza una guerra contra el Imperio otomano. Se estableció un estado albanés que duró hasta 1479.
- 1444-1482: gobierno de Federico da Montefeltro (1422-1482), duque de Urbino, patrón y señor del renacimiento.
- 1444: el Imperio otomano bajo el sultán Murad II derrota a los ejércitos polacos y húngaros bajo Vladislao III de Polonia y Juan Hunyadi en la batalla de Varna.
- 1445: el kanato de Kazan derrota al Gran Ducado de Moscú en la batalla de Suzdal.
- 1445: batalla de Prizren, el héroe albanés Giorgio Castriota Scanderbeg libera Kosovo de la invasión otomana.
- 1446: Mallikarjuna Raya sucede a su padre Deva Raya II como monarca del Imperio Vijayanagara.
- 1447: Wijaya Parakrama Wardhana, sucede a Suhita como gobernante de Majapahit.[9]
- 1449: nace la santa Saint Srimanta Sankardeva.
- 1449: Esen Tayisi lidera una invasión mongola oirata de China que culmina con la captura del emperador Zhengtong en la batalla de la Fortaleza de Tumu.

Años 1450

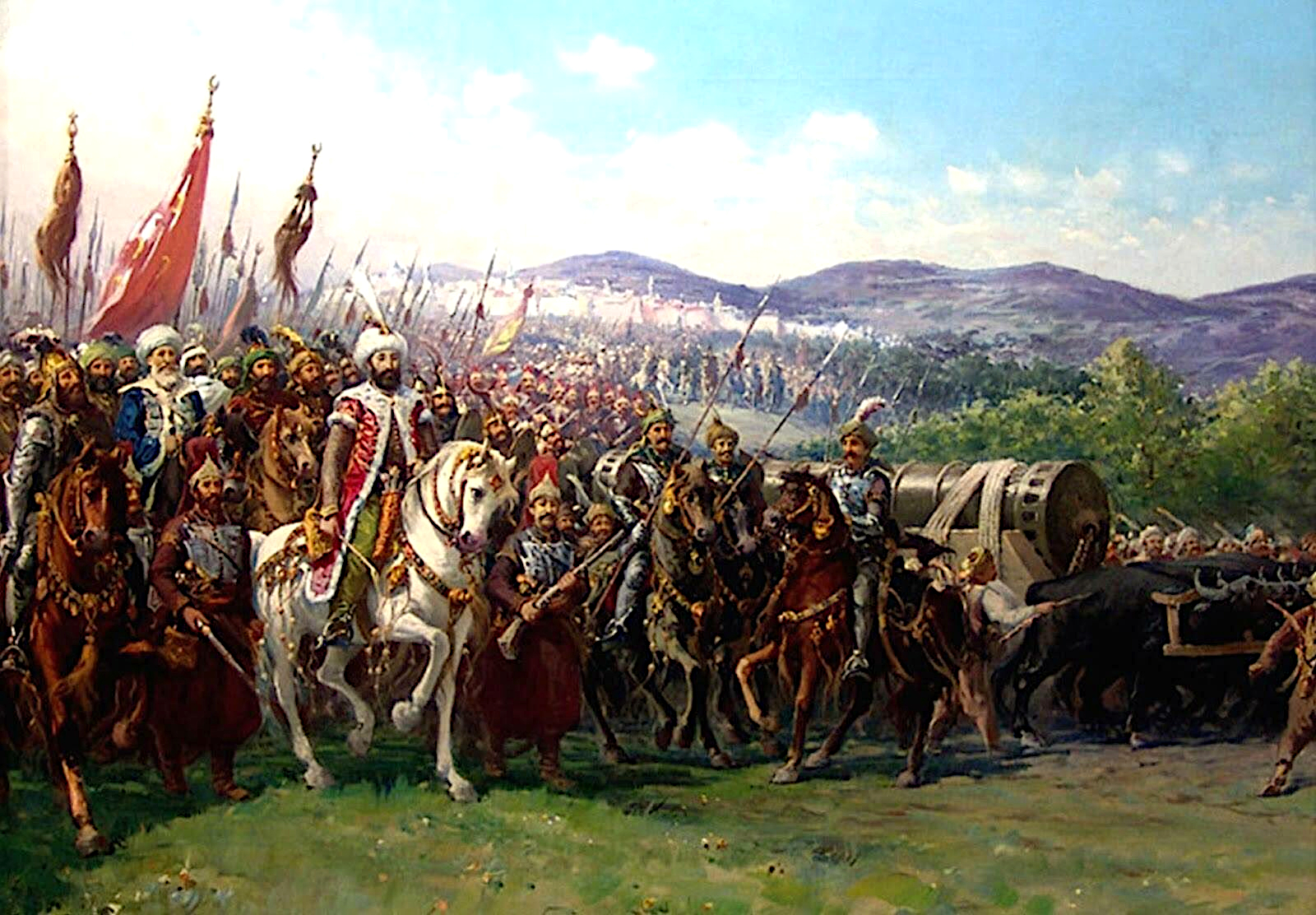
Pintura moderna de Mehmed II marchando sobre Constantinopla en 1453

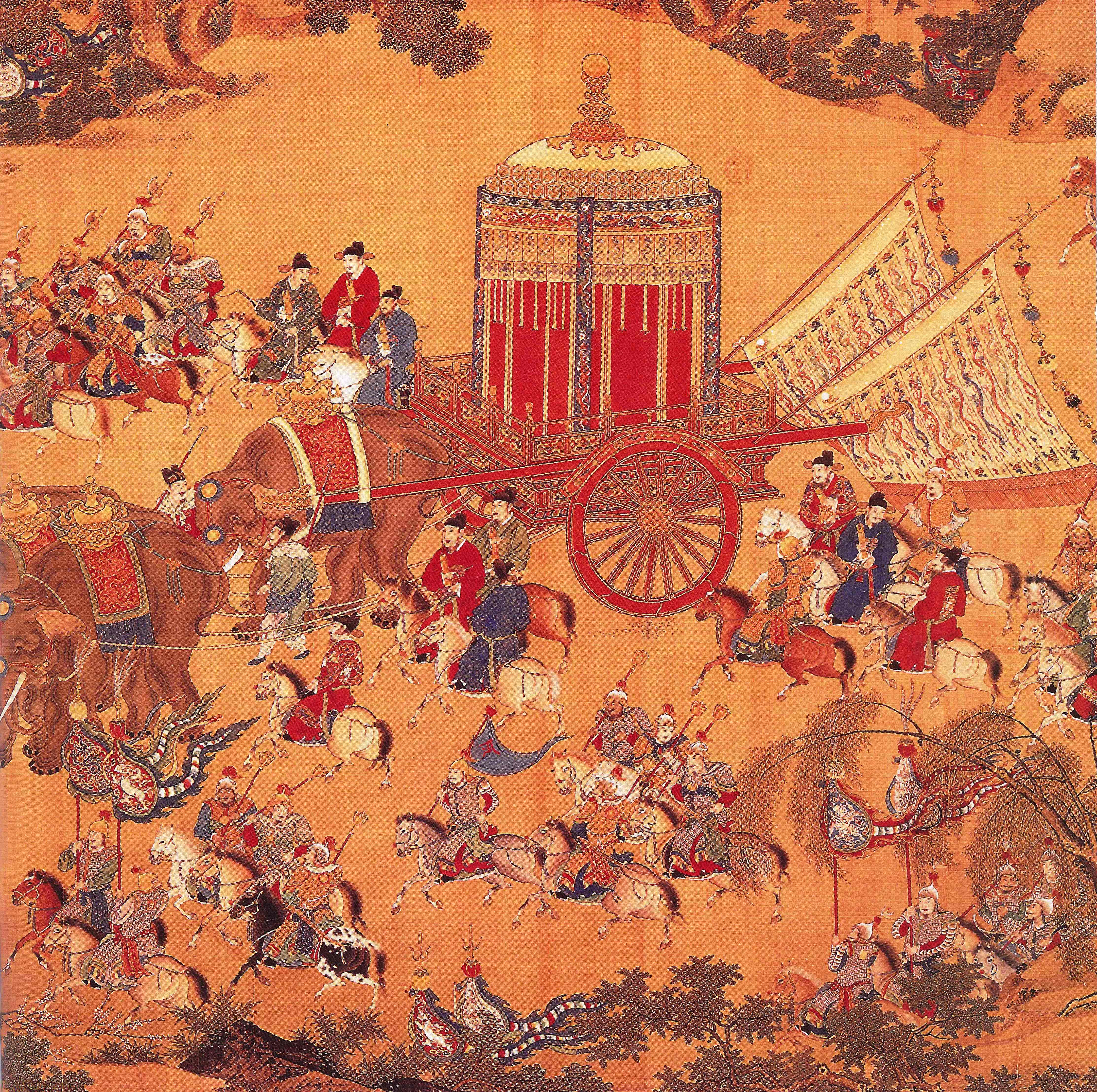
Detalle de The Emperor's Approach que muestra el carro real del Emperador Xuande, dinastía Ming

- 1450s: construcción de Machu Picchu.
- 1451: Bahlul Khan Lodhi asciende al trono del sultanato de Delhi comenzando la dinastía Lodhi.
- 1451: Rajasawardhana, nacido Bhre Pamotan, llamado Brawijaya II sucede a Wijayaparakramawardhana como gobernante de Majapahit.[9]
- 1453: la caída de Constantinopla marca el final del Imperio bizantino y la muerte del último emperador romano Constantino XI y el comienzo de la Era Clásica del Imperio Otomano. La Universidad de Constantinopla, famosa institución cultural del Imperio bizantino, deja de existir.
- 1453: la batalla de Castillon con victoria francesa es el último enfrentamiento de la guerra de los Cien Años y la primera batalla en la historia europea donde los cañones fueron un factor importante para decidir la batalla.
- 1453: finaliza el reinado de Rajasawardhana.[9]
- 1454: Paz de Lodi
- 1454-1466: después de derrotar a los Caballeros Teutónicos en la Guerra de los Trece Años, Polonia se anexiona la Prusia Real.

- 1455-1485: Guerras de las Rosas, guerra civil inglesa entre la Casa de York y la Casa de Lancaster.
- 1456: Juana de Arco es absuelta póstumamente de herejía por la Iglesia católica, redimiendo su estatus como heroína de Francia.
- 1456: el sitio de Belgrado detiene el avance de los otomanos en Europa.
- 1456: Girishawardhana, llamado Brawijaya III, se convierte en gobernante de Majapahit.[9]

Años 1460

Los diecisiete Kuchkabals de Yucatán después de la liga de Mayapán en 1461.

- 1461: la Liga de Mayapán se desintegra.
- 1461: fin del Imperio de Trebisonda

- 2 de febrero: batalla de Mortimer's Cross: las tropas yorkistas dirigidas por Eduardo, duque de York derrotan a Lancastrians bajo Owen Tudor y su hijo Jasper Tudor, conde de Pembroke en Gales.

- 17 de febrero: segunda batalla de St Albans, Inglaterra: el ejército del conde de Warwick es derrotado por una fuerza de Lancaster bajo la dirección de la reina Margarita, que recupera el control de su marido.
- 4 de marzo: el duque de York se apodera de Londres y se proclama rey Eduardo IV de Inglaterra.
- 5 de marzo: Enrique VI de Inglaterra es depuesto por el duque de York durante la guerra de las Rosas.
- 29 de marzo: batalla de Towton: Eduardo IV derrota a la reina Margarita para hacer valer su derecho al trono inglés (se cree que fue la batalla más sangrienta que se haya librado en Inglaterra).
- 28 de junio: Eduardo, hijo de Richard de York, es coronado como Eduardo IV, rey de Inglaterra (reina hasta 1483).
- Julio: el general bizantino Graitzas Paleólogo rinde honorablemente el castillo de Salmeniko, última guarnición del despotado de Morea, las fuerzas invasoras del Imperio otomano después de un asedio de un año.
- 22 de julio: Luis XI de Francia sucede a Carlos VII de Francia como rey (reina hasta 1483).

- 1462: Sonni Ali Ber, el gobernante del Imperio Songhai, a lo largo del río Níger, conquista Mali en Sudán central derrotando al contingente tuareg en Tombuctú (o Timbuktu) y capturando la ciudad. Desarrolla tanto su propia capital, Gao, como los principales centros de Mali, Timbuktu y Djenné, en las principales ciudades. Ali Ber controla el comercio a lo largo del río Níger con una armada de buques de guerra.
- 1462: Mehmed el Conquistador es rechazado por el príncipe de Valaquia Vlad III Dracula en el ataque nocturno.
- 1464: Eduardo IV de Inglaterra se casa en secreto con Elizabeth Woodville.
- 1465: la revuelta marroquí de 1465 termina con el asesinato del último sultán mariní de Marruecos Abd al-Haqq II.
- 1466: Singhawikramawardhana, sucede a Girishawardhana como gobernante de Majapahit.[9]
- 1467: Uzun Hasan derrota al líder Jahān Shāh de los Black Sheep Turkoman.
- 1467-1615: el período Sengoku es una guerra civil en Japón.
- 1469: el matrimonio de Fernando II de Aragón e Isabel I de Castilla conduce a la unificación de España.
- 1469: Matías Corvino de Hungría conquista algunas partes de Bohemia.
- 1469: nacimiento de Guru Nanak Dev. Al lado de los seguidores del sijismo, Guru Nanak es venerado por los hindúes y musulmanes sufíes en todo el subcontinente indio.

Años 1470
- 1470: las fuerzas de Moldavia bajo Esteban el Grande derrotan a los tártaros de la Horda de Oro en la batalla de Lipnic.
- 1471: el reino de Champa sufre una derrota masiva frente al rey vietnamita Lê Thánh Tông.
- 1472: Abu Abd Allah al-Sheikh Muhammad ibn Yahya se convierte en el primer sultán wattasida de Marruecos.
- 1474-1477: Guerras de Borgoña de Francia, Suiza, Lorena y Segismundo II de Habsburgo contra Carlos el Temerario, duque de Borgoña.
- 1478: Moscovia conquista Nóvgorod.
- 1478: acaba el reinado de Singhawikramawardhana.[9]
- 1478: la Gran Mezquita de Demak, la mezquita más antigua de Java, construida por el Wali Songo durante el reinado del sultán Patah.
- 1479: batalla de Breadfield, Matías Corvino de Hungría derrota a los turcos.

Años 1480

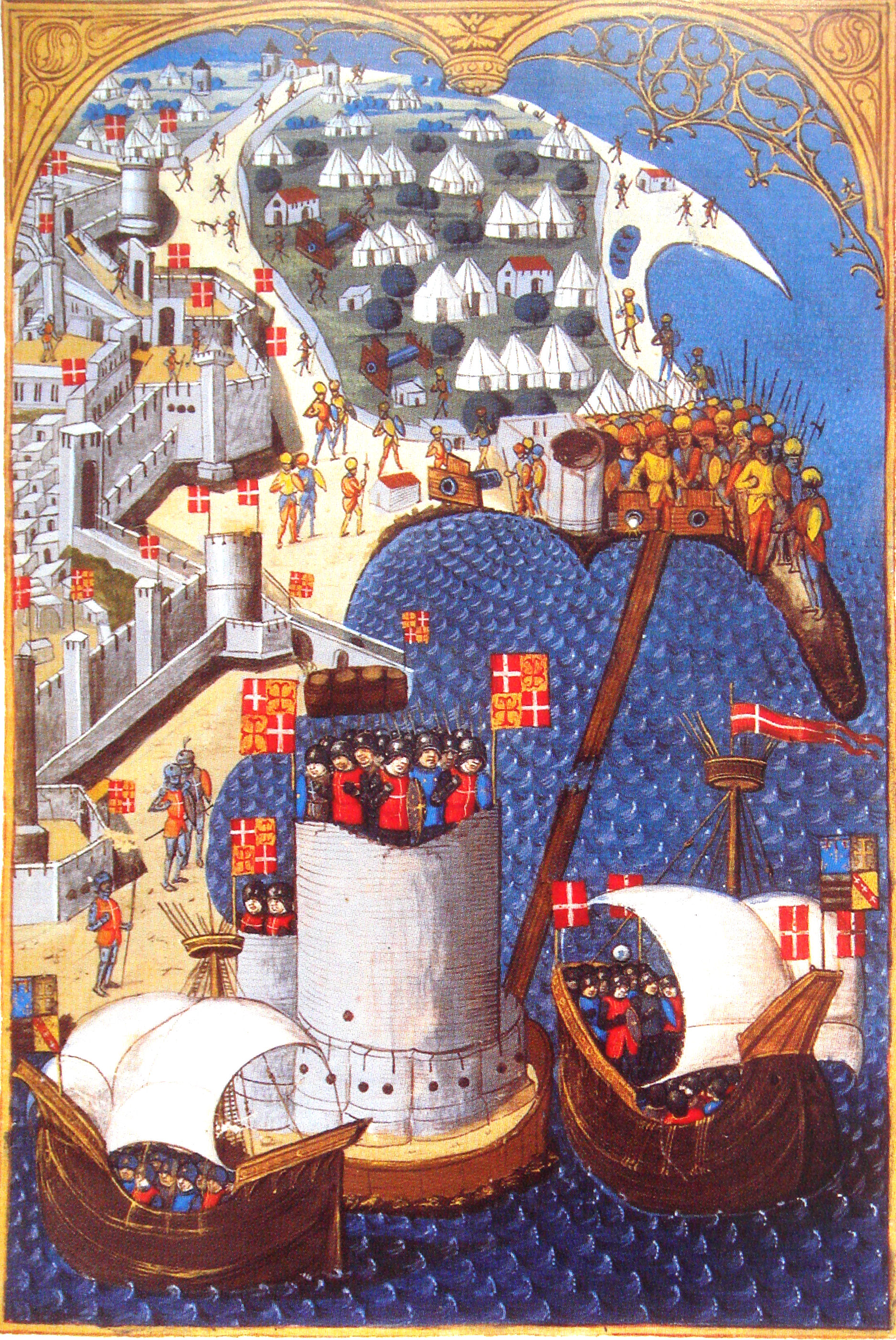
El asedio de Rodas (1480). Los barcos de los Hospitalarios en la vanguardia, y el campamento turco al fondo.

- 1480: después de la gran presencia en el río Ugra, Moscovia se independiza de la Gran Horda.

- 1481: la Inquisición española comienza en la práctica con el primer auto-da-fé.
- 1485: Matías Corvino de Hungría captura Viena, el emperador Federico III huye.
- 1485: Enrique VII derrota Ricardo III en la batalla de Bosworth y se convierte en rey de Inglaterra.
- 1485: Iván III de Rusia conquista Tver.
- 1485: Saluva Narasimha Deva Raya expulsa aPraudha Raya y termina con la dinastía Sangama.
- 1486: Sher Shah Suri, nace en Sasaram, Bihar.
- 1488: el navegante portugués Bartolomeu Dias navega por el cabo de Buena Esperanza.

Años 1490
- 1492: la muerte de Sunni Ali Ber dejó un vacío de liderazgo en el Imperio Songhai, y su hijo fue destronado pronto por Mamadou Toure quien ascendió al trono en 1493 con el nombre de Askia (que significa 'general') Muhammad. Askia Muhammad hizo de Songhai el imperio más grande en la historia de África Occidental. Sin embargo, el imperio entró en decadencia después de 1528, cuando la entonces ciega Askia Muhammad fue destronada por su hijo, Askia Musa.
- 1492: la rendición de Boabdil de Granada marca el final de la Reconquista española y del al-Ándalus.
- 1492: los judíos son expulsados de España.
- 12 de octubre de 1492: Descubrimiento de América por Cristóbal Colón: celebrado en España con el Fiesta Nacional de España
- 1492: muerte de Lorenzo de Médici, fin de la paz en Italia estipulada con la paz de Lodi
- 1492: primer viaje de Cristóbal Colón
- 1494: España y Portugal firman el tratado de Tordesillas y acuerdan dividirse el Mundo fuera de Europa entre ellos.
- 1494-1559: las guerras italianas llevaron a la caída de las ciudades-estado italianas.
- 1497-1499: primer viaje de Vasco da Gama desde Europa a India y viceversa.
- 1499: la flota otomana derrota a los venecianos en la batalla de Zonchio.
- 1499: se coloca la Pietà de Michelangelo en la basílica de San Pedro de Roma.
- 1500: el islam se convierte en la religión dominante de.[cita requerida]
- 1500: Alrededor de finales del siglo XV se compuso el manuscrito de Bujangga Manik, cuenta la historia de Jaya Pakuan Bujangga Manik, el viaje de un ermitaño hindú de sondanés a lo largo de Java y Bali.[10]

## Personajes relevantes

### Personalidades políticas y militares

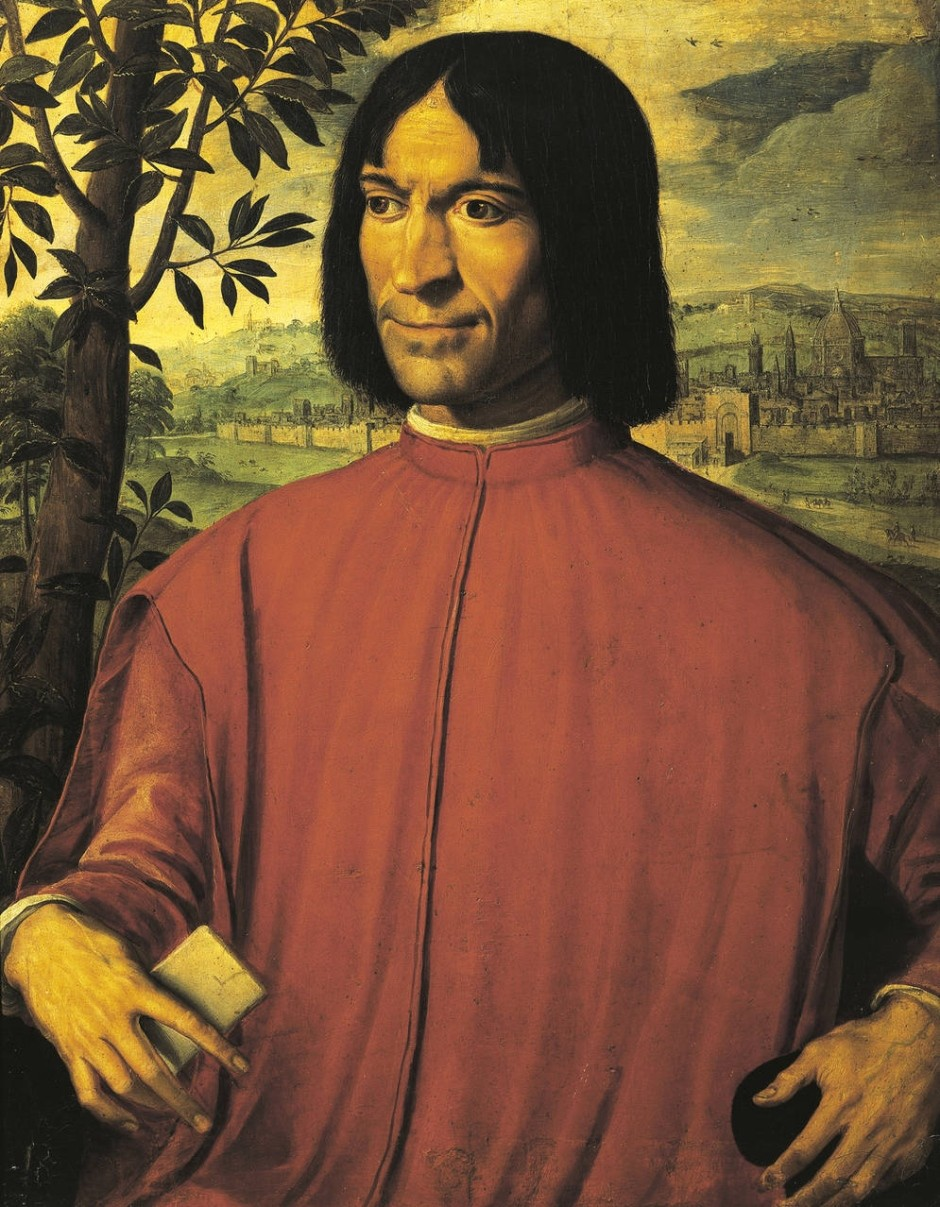
Lorenzo de Médici

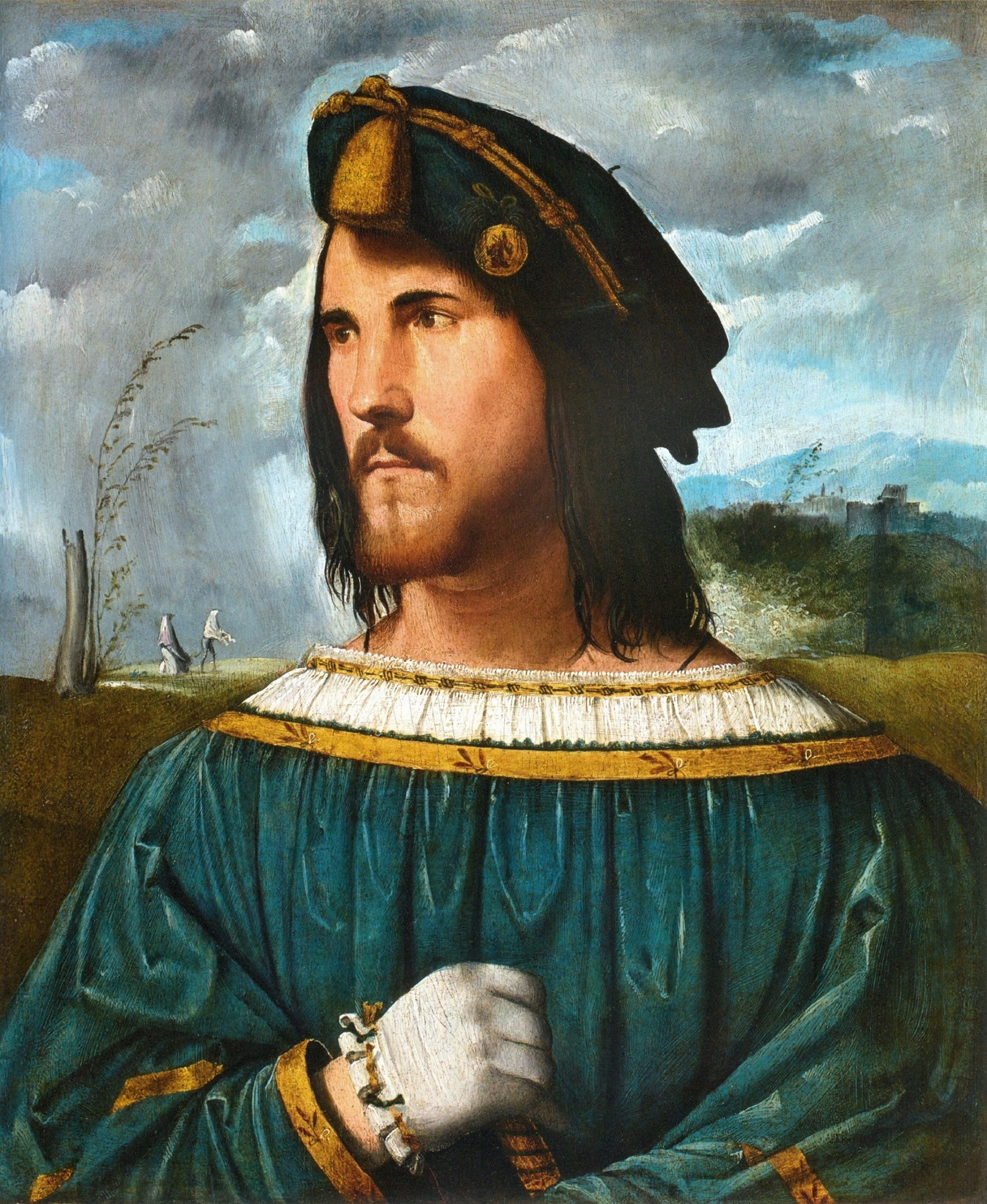
César Borgia.

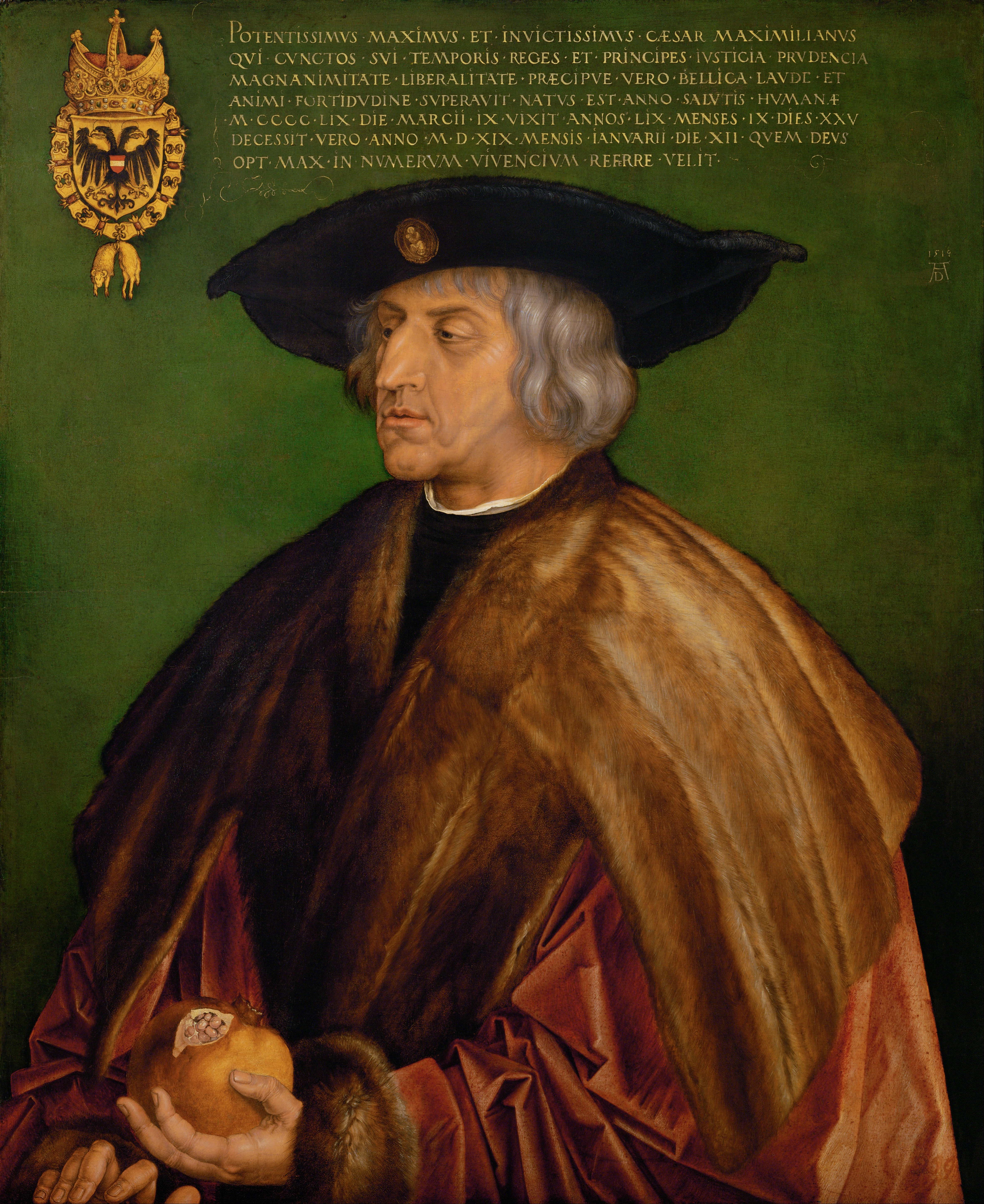
Maximilian I

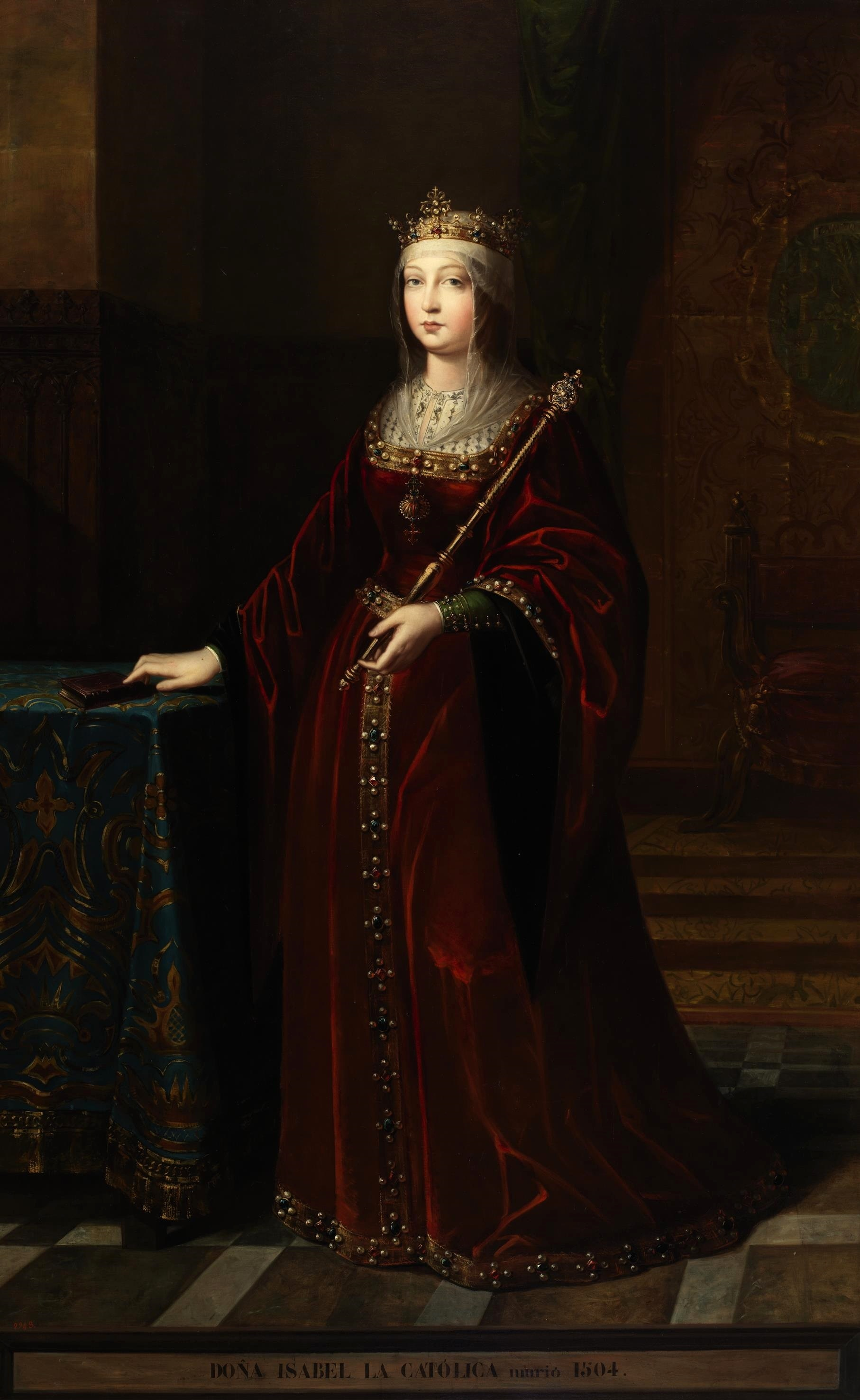
Isabel I de Castilla

Juana de Arco, La Doncella de Orleans

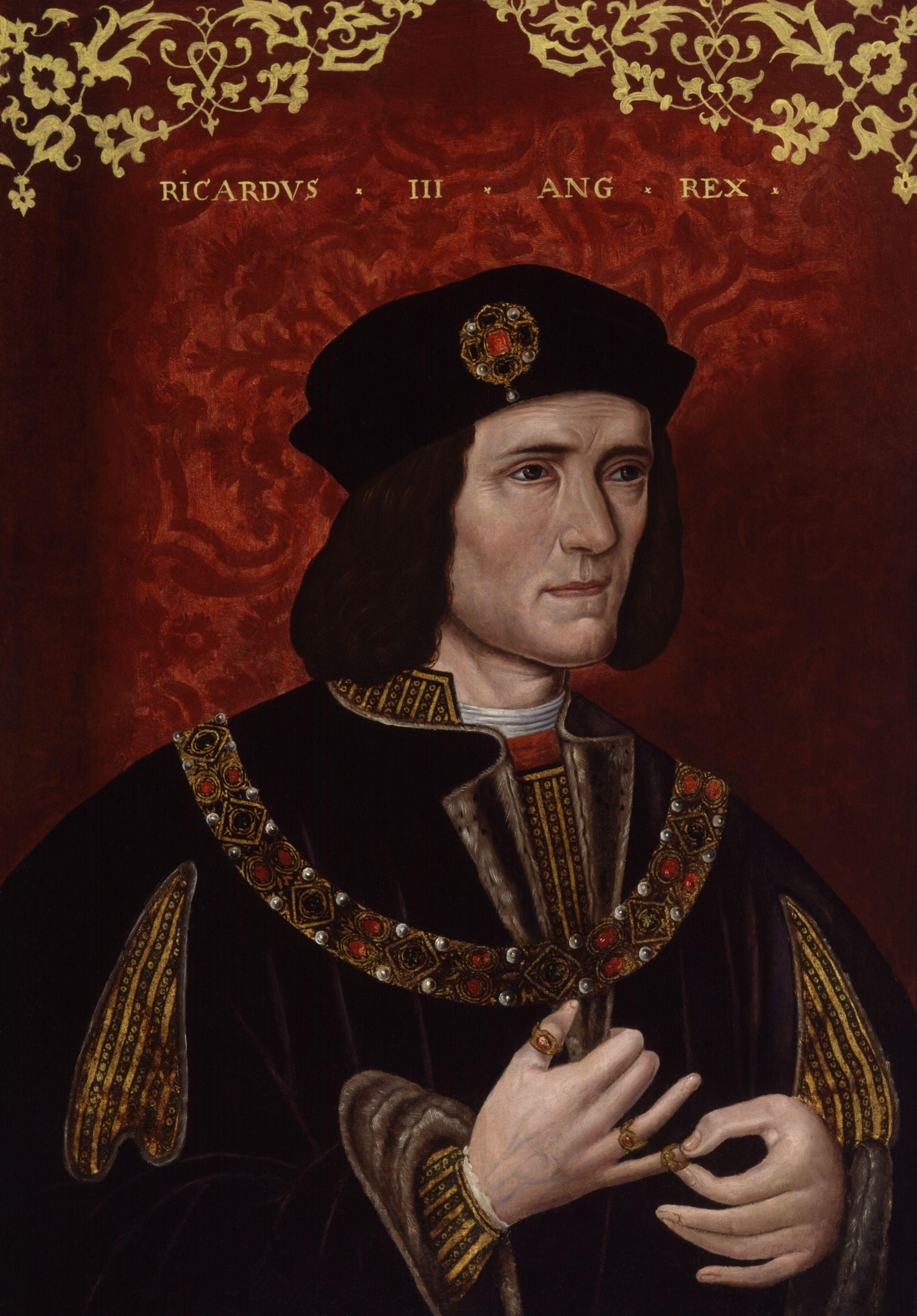
Ricardo III de Inglaterra

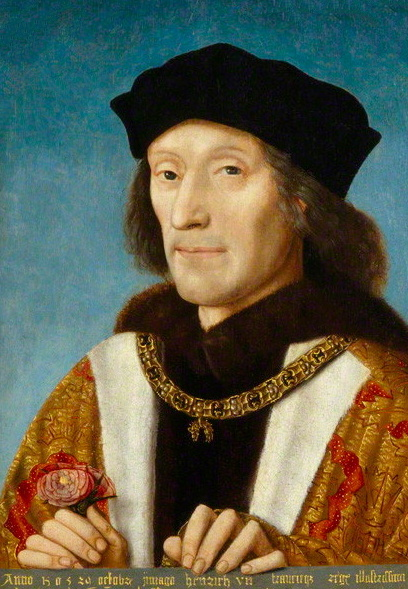
El rey Enrique VII de Inglaterra (1457-1509), fundador de la casa real de Tudor

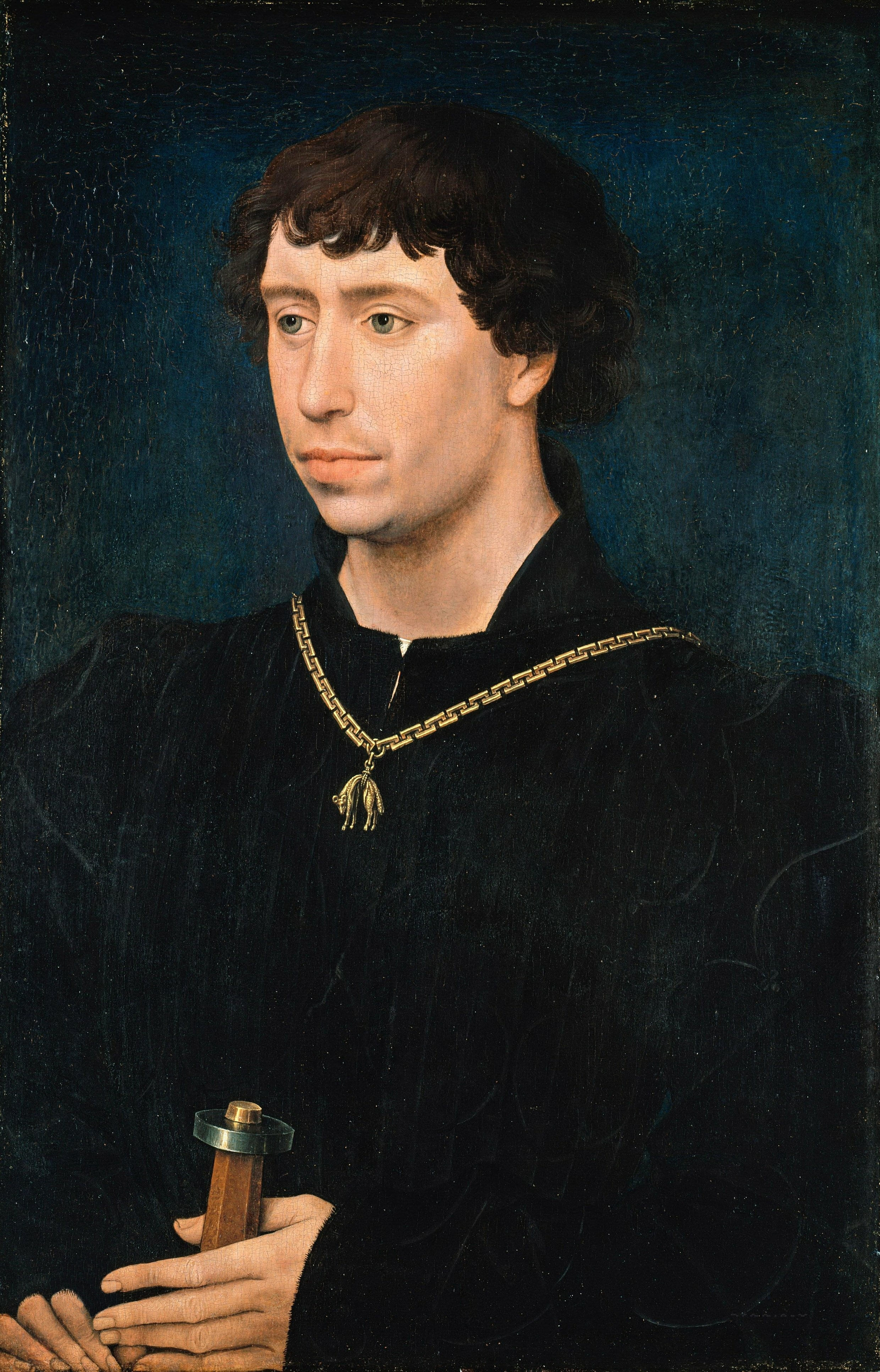
Carlos el Temerario

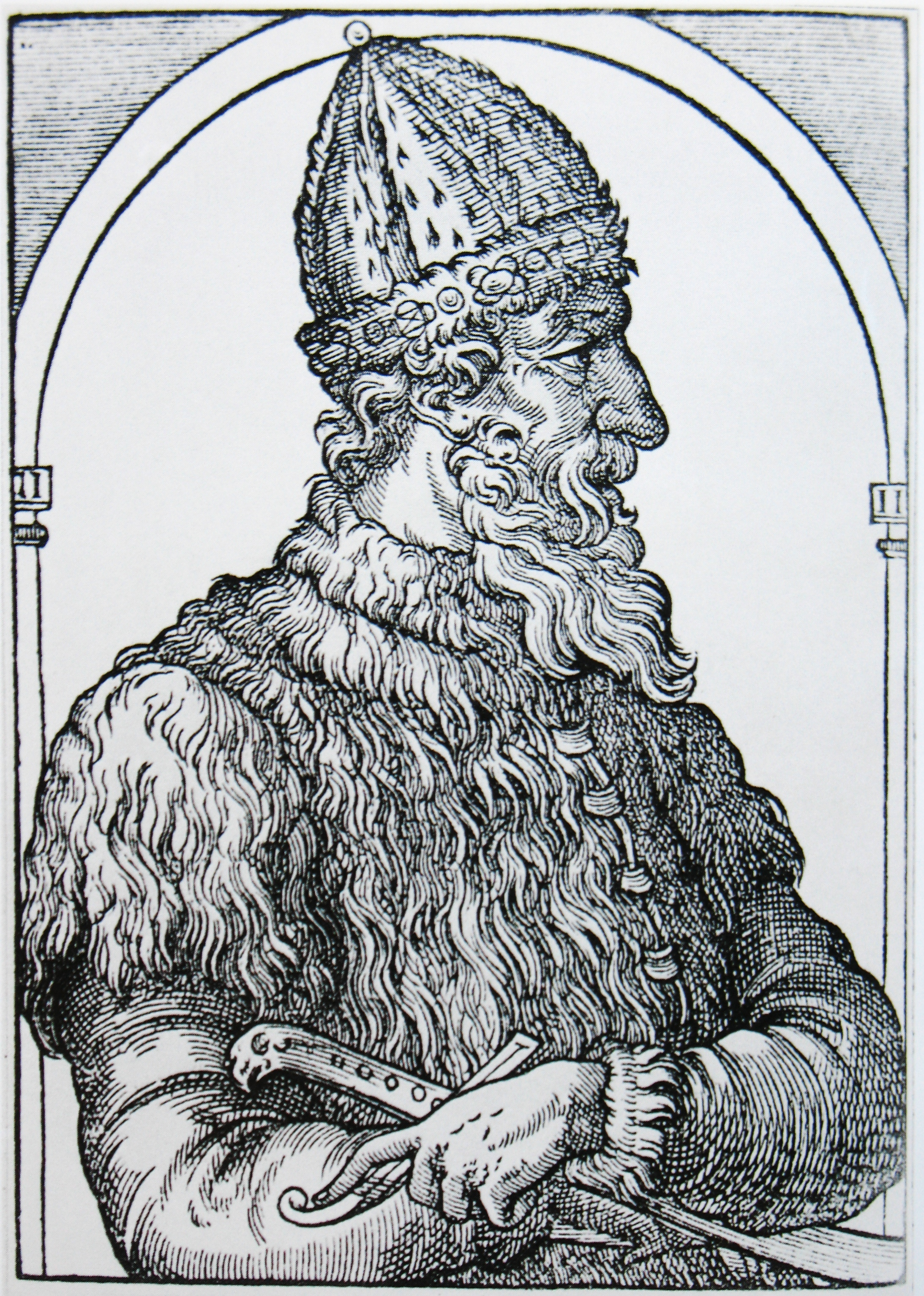
Iván III, gran duque de Moscú.

- Afonso de Albuquerque (1453-1515), noble y oficial naval portugués cuyas actividades militares y administrativas conquistaron y establecieron el imperio colonial portugués en el Océano Índico. Generalmente considerado como un genio militar de la conquista mundial por su estrategia.
- Ah Xiu Xupan, último gobernante Uxmal
- Babur (1483-1530), fundador del imperio mogol.
- Bonifazio di Andrea ( -1510), político sammarinés, célebre Capitano Reggente de la república de San Marino desde 1496 al 1497, y desde 1499 a 1500
- Casimiro IV Jagellón (1427-1492), rey de Polonia y gran duque de Lituania.
- César Borgia (1475-1507), militar italiano, general de los ejércitos pontificios, hijo del papa Alejandro VI.
- Carlos VII de Francia (1403-1461), rey francés, llamado el Victorioso, el Bien Servido, o el pequeño rey de Bourges. Reorganizó la administración (creación de los parlamentos provinciales) y los ejércitos franceses creando el primer ejército permanente verdadero de la corona e hizo de la artillería una fuerza por derecho propio. Pone fin a la guerra de los Cien Años. Desde su reinado, los reyes de Francia se afirman cada vez más sobre los señores, lo que conduce a la progresiva decadencia del sistema feudal en Francia.
- Carlos el Temerario (1433-1477), duque de Borgoña, vencedor tres veces sobre los suizos.;
- Bárbara de Celje (1392-1451), noble húngara de origen esloveno que fue reina consorte de Hungría y de Bohemia y posteriormente emperatriz consorte del Sacro Imperio Romano.
- Jacques Cœur (~1395-1456), inteligente banquero, el gran financiero de Carlos VII que fue encarcelado por lesa majestad.
- Constantino XI Paleólogo (1405-1453), último emperador del Imperio bizantino (1449-1453) y emperador romano, muerto luchando contra los otomanos en el último acto de la caída de Constantinopla
- Matías Corvino (1443-1490), rey húngaro.
- Cosme el Viejo (1389-1464), primer señor de Florencia, político y banquero italiano, fundador de la dinastía de los Médici, dirigentes efectivos de Florencia durante una buena parte del Renacimiento italiano.
- Fernando II de Aragón (1452-1516), rey aragonés y esposo de la reina de Castilla, artífices de la unidad de España, a través de una unión dinástica de los reinos de Castilla y de Aragón, la finalización de la Reconquista (Granada, 1492) y de la anexión del Reino de Navarra (1512).
- Enrique el Navegante, infante Henrique, duque de Viseu (1394-1460), aristócrata de la Casa de Aviz y explorador, figura importante en los primeros tiempos del Imperio portugués, siendo responsable del inicio de las exploraciones mundiales europeas.
- Enrique V de Inglaterra (1387-1422), el rey inglés que ganó en 1415 la famosa batalla de Agincourt.
- Enrique VI de Inglaterra (1421-1471), rey de Inglaterra.
- Enrique VII de Inglaterra (1457-1509), rey de Inglaterra, fundador de la dinastía Tudor.
- Esteban III el Grande (1433-1504), rey moldavo, canonizado por la Iglesia católica, héroe nacional de los rumanos por su larga resistencia frente a los otomanos.
- Oba Ewuare, transformó la ciudad-estado de Benín en el reino de Benín.
- Felipe el Bueno (1396-1467) o Felipe III de Borgoña, príncipe francés de la tercera rama, borgoñona, de la dinastía de los Capetos, la casa capetiana de Valois, y duque de Borgoña y los Países Bajos de Borgoña de 1419 a 1467 y otros títulos.
- Gilles de Rais, (ca. 1405-1440), mariscal de Francia.
- Príncipes de la Torre, Eduardo V de Inglaterra (1470-1483?) y su hermano, Ricardo de Shrewsbury, primer duque de York (1473-1483), dos hijos de Eduardo IV de Inglaterra y Elizabeth Woodville.
- Hércules I de Este (1431-1505), marqués de Ferrara de 1471 a 1505, Modena y Reggio Emilia, sucedió a su hermanastro Borso d'Este como duque de estas ciudades, promovió el florecimiento económico y cultural de sus ducadose hizo que Ferrara se transformara, con el arquitecto Biagio Rossetti (1447-1516).
- Isabel I de Castilla (1451-1504), reina castellana y esposa del rey de Aragón, artífices de la unidad de España, a través de una unión dinástica de los reinos de Castilla y de Aragón, la finalización de la Reconquista (Granada, 1492) y de la anexión del Reino de Navarra (1512).
- Iván III de Rusia (1440-1505), Gran Duque de Moscú que finalizó el dominio de la Horda Dorada sobre el Rus
- Juan Hunyadi (1387–1456), regente del reino de Hungría, vence en el Sitio de Belgrado en 1456.
- Juana de Arco (1412-1431), comandante militar y heroína nacional francesa, conocida como «La Doncella de Orleans», canonizada por la Iglesia.
- Juan II de Portugal, 13.º rey de Portugal.
- Juan sin Miedo (1371-1419) o Juan I de Borgoña, príncipe de la casa capetiana de Valois, duque de Borgoña, conde de Flandes, de Artois y de Charolais, conde Palatino de Borgoña, señor de Mâcon, Chalon y otros lugares.
- Ludovico Sforza, el Moro (1452-1508), duque de Milán (1494-1499) que tomó parte en la primera y segunda guerras italianas (1494-1498) y (1499-1501). Se hizo famoso por ser mecenas de Leonardo da Vinci y otros artistas.
- Luis XI de Francia (1423-1483), rey francés.
- Lorenzo de Médici, el Magnífico, (1449-1492), aristócrata y gobernante florentino.
- Margarita de York (1446-1503), hermana de los reyes Eduardo IV y Ricardo III de Inglaterra, tercera y última esposa del duque de Borgoña Carlos el Temerario. En su siglo es la duquesa más elegante, más rica y más poderosa de Europa.
- Mehmed II (1432-1481), sultán del Imperio otomano y conquistador de Constantinopla.
- Federico da Montefeltro (1422-1482), duque de Urbino.
- Pachacútec (1438-1471), noveno Sapa Inca y fundador del Tahuantinsuyu, constructor de Machu Picchu.
- Giorgio Castriota Scanderbeg (1405-1468), aristócrata y militar albanés, considerado héroe nacional de Albania por su resistencia ante los otomanos (1443-1468).
- Sejong el Grande de Joseon (1397-1450), un monarca coreano que desarrolló el hangul, el alfabeto coreano nativo
- Ricardo III de Inglaterra (1452-1485), rey de Inglaterra, último monarca de la dinastía Plantagenet y de la dinastía de York..
- Mir Chakar Khan Rind (1468-1565), un rey baluchi.
- Vitautas o Vitoldo el Grande (1352-1430), uno de los gobernantes más famosos del Gran Ducado de Lituania, desde 1401, con el título de Didysis Kunigaikštis, el equivalente a rey.
- Vlad III (1431-1476), príncipe de Valaquia, conocido como «Vlad el Empalador» y «Drácula», que lideró la defensa de su territorio contra la expansión del Imperio otomano.

### Filósofos, humanistas, teólogos y religiosos

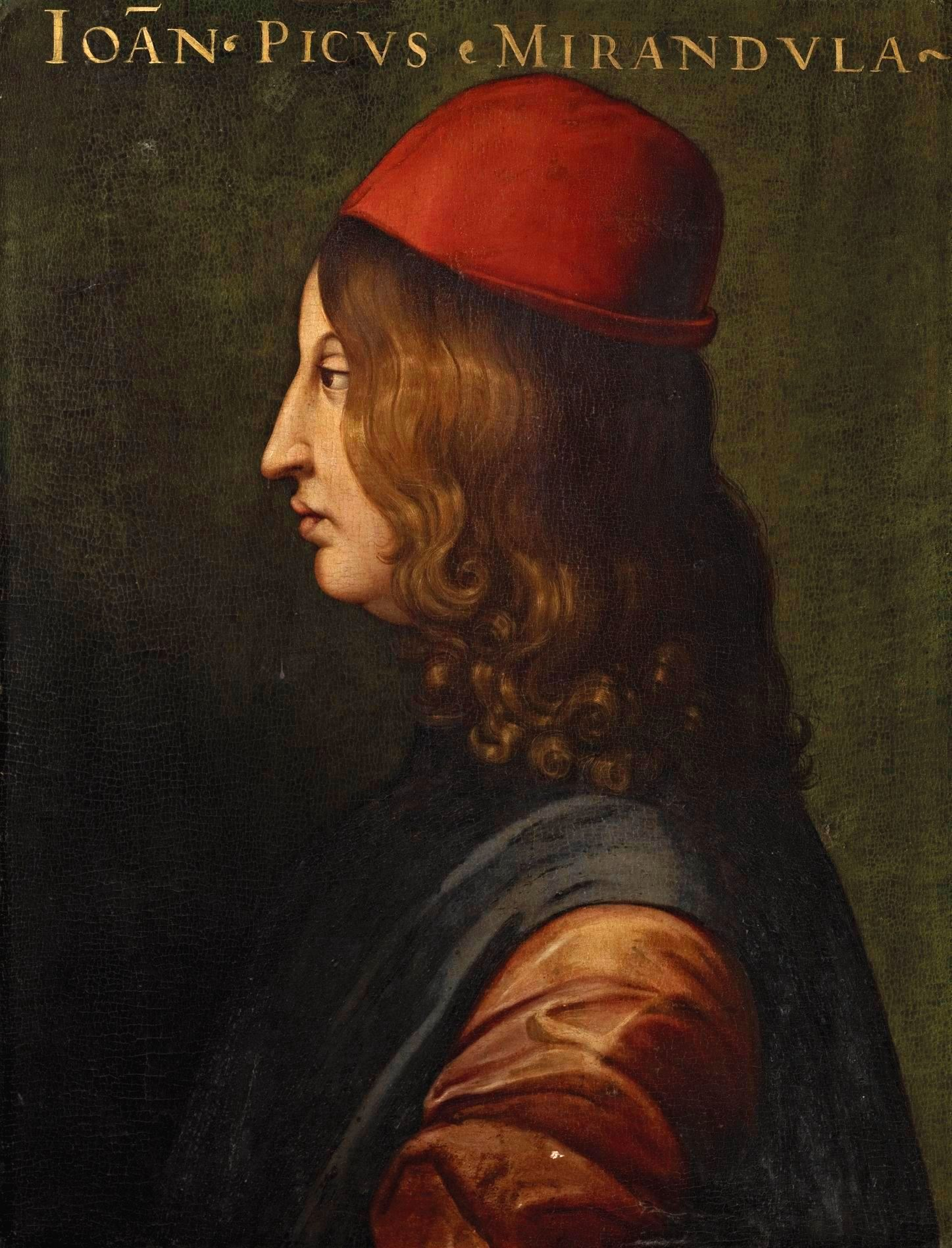
Pico della Mirandola

- Basilius Bessarion (1403 - 1472), cardenal y patriarca latino de Constantinopla.
- Flavio Biondo (en latìn, Flavius Blondus), (1392, Forli - 1463), historiador, arqueólogo y humanista del Renacimiento italiano, que sería el primero en usar la expresión «Edad Media».
- Jan Hus (entre 1369 et 1373-1411), teólogo, universitario, filósofo y reformista bohemio, hereje y mártir del pensamiento, quemado vivo
- Jerónimo de Praga (1379-1416), principal discípulo de Jan Hus, como él, teólogo, académico y reformador checo, y como él, mártir del pensamiento y quemado vivo.
- Marsilio Ficino (1433-1499), sacerdote, escritor y filósofo florentino, traductor en latín de la obra de Platón.
- Jehan Lagadeuc, Bretaña, redactor del Catholicon (1464),
- Nicolás Maquiavelo (Florencia, 1469 - 1527, diplomático, funcionario, filósofo político y escritor italiano, considerado padre de la Ciencia Política moderna.[11] En 1513 escribió su tratado de doctrina política titulado El príncipe, póstumamente publicado en Roma en 1531.
- Chaitanya Mahaprabhu (1486-1534), santo Vaishnav e importante reformador social.

- Guru Nanak, fundador de la religión Sikh (1469).
- Francisco de Paula (1416-1507), santo, fundador de la Orden de los Mínimos.

- Giovanni Pico della Mirandola (1463-1494), humanista y filósofo renacentista italiano, considerado el fundador de la Cábala cristiana.
- Erasmo de Róterdam (1466-1536), humanista, filósofo, filólogo y teólogo neerlandés.
- Srimanta Sankardeva, fundador de la religión Ekasarana predicador de Vaishnavism, creador de danza Sattriya, Ankiya Nat, Satras etc.
- Tomás de Torquemada (1420-1498), dominico y Gran Inquisidor español.
- Girolamo Savonarola (1452-1498), predicador rigorista italiano, fraile dominico, que denunció la corrupción de costumbres.
- Nicola Cusano (1401-1464), humanista y teólogo tedesco, entre los mejores de su época.

### Artistas, pintores, arquitectos, escultores, grabadores, ilustradores

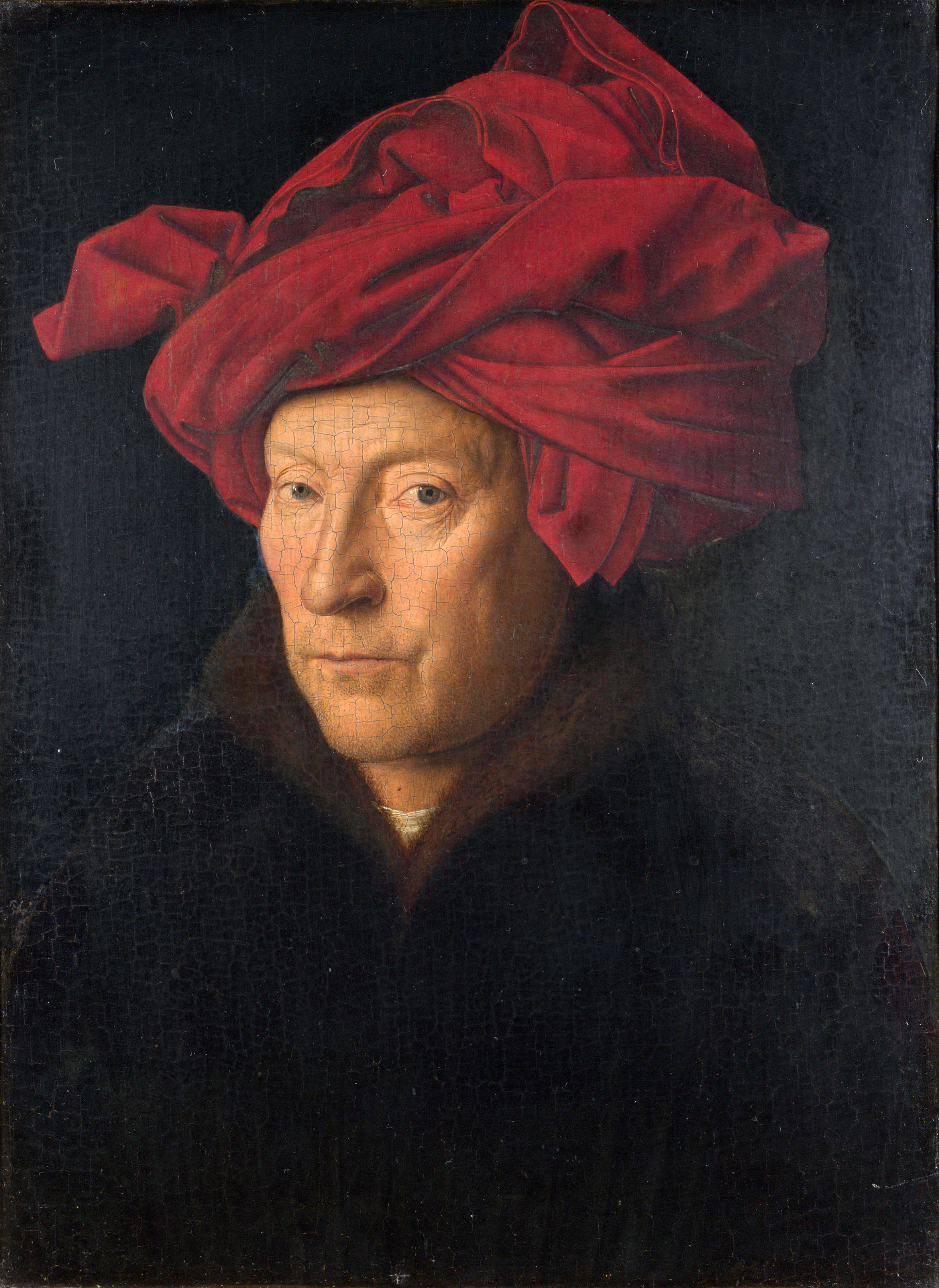
Jan van Eyck

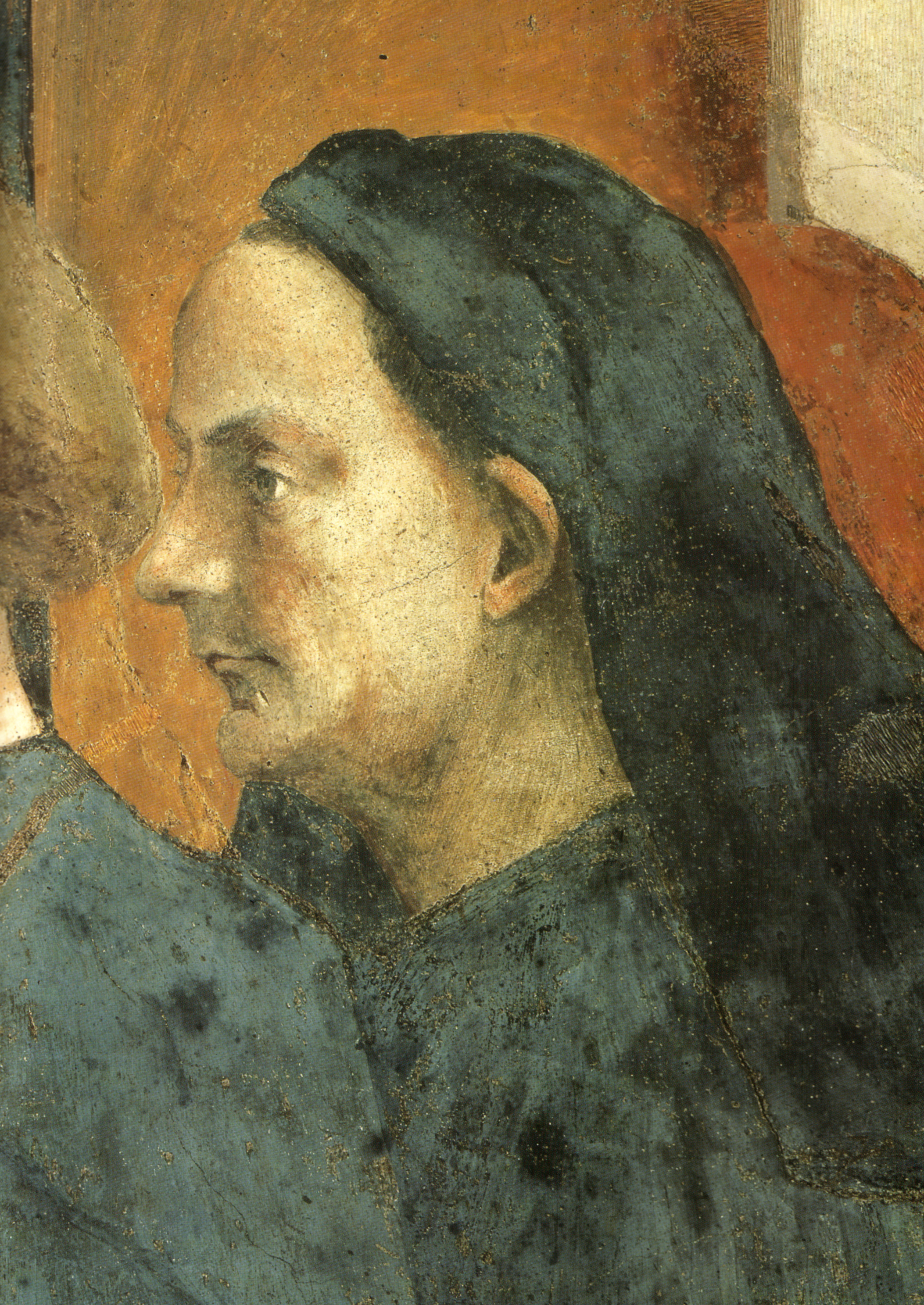
Filippo Brunelleschi, recordado como uno de los grandes ingenieros y arquitectos de todos los tiempos.

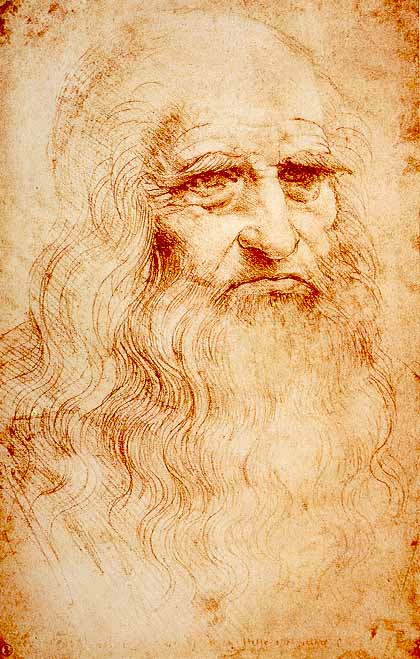
Leonardo da Vinci.

- Leon Battista Alberti (1404-1472), arquitecto, autor, artista, poeta, lingüista, filósofo, criptógrafo, y polimata humanista general del Renacimiento.
- Fra Angelico (1387-1455), pintor italiano.
- Bartolomé Bermejo (ca. 1440-1498), pintor español que adoptó técnicas y convenciones de los primitivos flamencos.
- Pedro Berruguete (ca. 1450-1504), pintor español.
- Hieronymus Bosch (1450-1516), pintor neerlandés, muchas de sus obras representan el pecado y fallas morales humanas.
- Sandro Botticelli (1445-1510), pintor italiano del Renacimiento temprano, autor del famoso cuadro de la  Primavera (c.1482).
- Dirk Bouts (ca. 1410-1475), pintor neerlandés.
- Donato d'Angelo Bramante (1444-1514), arquitecto italiano.
- Filippo Brunelleschi (1377-1446), arquitecto y escultor, inventor de la perspectiva cónica, liderando la innovación en la arquitectura italiana.
- Michelangelo Buonarroti (1475-1564), escultor, pintor y poeta italiano, autor de la Pietà vaticana entre 1497-1499
- Robert Campin (ca. 1375-1444), el Maestro de Flémalle, primer gran maestro de los primitivos flamencos.
- Petrus Christus (ca. 1410/1420-1475/1476), pintor neerlandés temprano
- Gerard David (ca. 1460-1523), pintor neerlandés temprano e iluminador de manuscritos conocido por su brillante uso del color.
- Donatello (1386-1466), escultor italiano del Renacimiento, entre sus obras maestras, la escultura de bronce de David (c.1440)
- Albrecht Dürer (1471-1528)[12] fue un pintor, grabador y teórico alemán.
- Barthélemy d'Eyck;[13] (ca. 1420-after 1470)[14] pintor primitivo flamenco e iluminador de manuscritos que trabajó en Francia y probablemente en Borgoña. Estuvo activo entre 1440 y 1469.[15]
- Dionisio el Sabio (ca. 1440-1502), pintor ruso.
- Hubert van Eyck (ca. 1366-1426), pintor flamenco y hermano mayor de Jan van Eyck.
- Jan van Eyck (antes ca. 1395-antes 1441), pintor neerlandés temprano, considerado uno de los mejores pintores del norte de Europa del siglo XV, desarrolló la técnica de la pintura al óleo,
- Juan de Flandes (1465-1519), pintor español de origen flamenco que estuvo activo en España desde 1496 hasta 1519 en la corte de Isabel I de Castilla.
- Jean Fouquet (1420-1481), pintor francés de pintura de paneles e iluminación de manuscritos, inventor del retrato en miniatura.
- Piero della Francesca (1415-1492), pintor, geómetra y matemático italiano, maestro de la perspectiva.
- Giovanni di Martino da Fiesole, escultor italiano.
- Nicolas Froment (ca. 1435-ca. 1486), pintor francés.
- Lorenzo Ghiberti (1378–1455), artista italiano del primer Renacimiento conocido por sus obras en escultura y metalurgia.
- Ghirlandaio (1449-1494), pintor italiano del Renacimiento florentino.
- Hugo van der Goes (ca. 1440-1482 o 1483), pintor neerlandés temprano.
- Jean Hey (ca. 1475-ca. 1505),[16] ahora en general identificado con el artista anteriormente conocido como el Maestro de Moulins, pintor neerlandés temprano.
- Hans Holbein el Viejo (ca. 1460-1524), pintor alemán, artista del grabado en madera, ilustrador de libros y diseñador de ventanas de iglesias.[17] Él y su hermano Sigismund Holbein pintaron obras religiosas de estilo gótico tardío.
- Hermanos Limbourg, (Herman, Paul y Johan; 1385–1416), pintores en miniatura del Renacimiento neerlandés de la ciudad de Nimega.

- Andrea Mantegna (1431-1506), pintor italiano.

- Simon Marmion (ca. 1425-1489) pintor francés o borgoñón de paneles y manuscritos iluminado.

- Masaccio (ca. 1401-1428), pintor italiano, pionero del arte renacentista, famoso por el fresco Trinità (1426-1428), introdujo en la pintura la verdad óptica, la perspectiva y el volumen.
- Hans Memling (ca. 1430-1494), pintor neerlandés temprano, nacido en Alemania.
- Antonello da Messina (c.1429-1479), pintor italiano, autor del famoso cuadro Annunciata di Palermo (c.1476)
- Michelozzo (1396-1472), arquitecto y escultor italiano.
- Antonio del Pollaiolo (c.1433-1498), pintor italiano, florentino, también fue escultor y orfebre.
- Pinturicchio (c.1452-1513), pintor italiano, exponente de la escuela de Umbría.
- Andrei Rublev (ca. 1360-ca. 1430), pintor ruso.
- Enguerrand Quarton (ca. 1410-ca. 1466), pintor y iluminador de manuscritos francés.
- Leonardo da Vinci (1452-1519), pintor, arquitecto, inventor, escultor, matemático, ingeniero, escritor, polimata italiano.
- Rogier van der Weyden (1399/1400-1464), considerado uno de los máximos exponentes de los Primitivos flamencos.

### Literatura

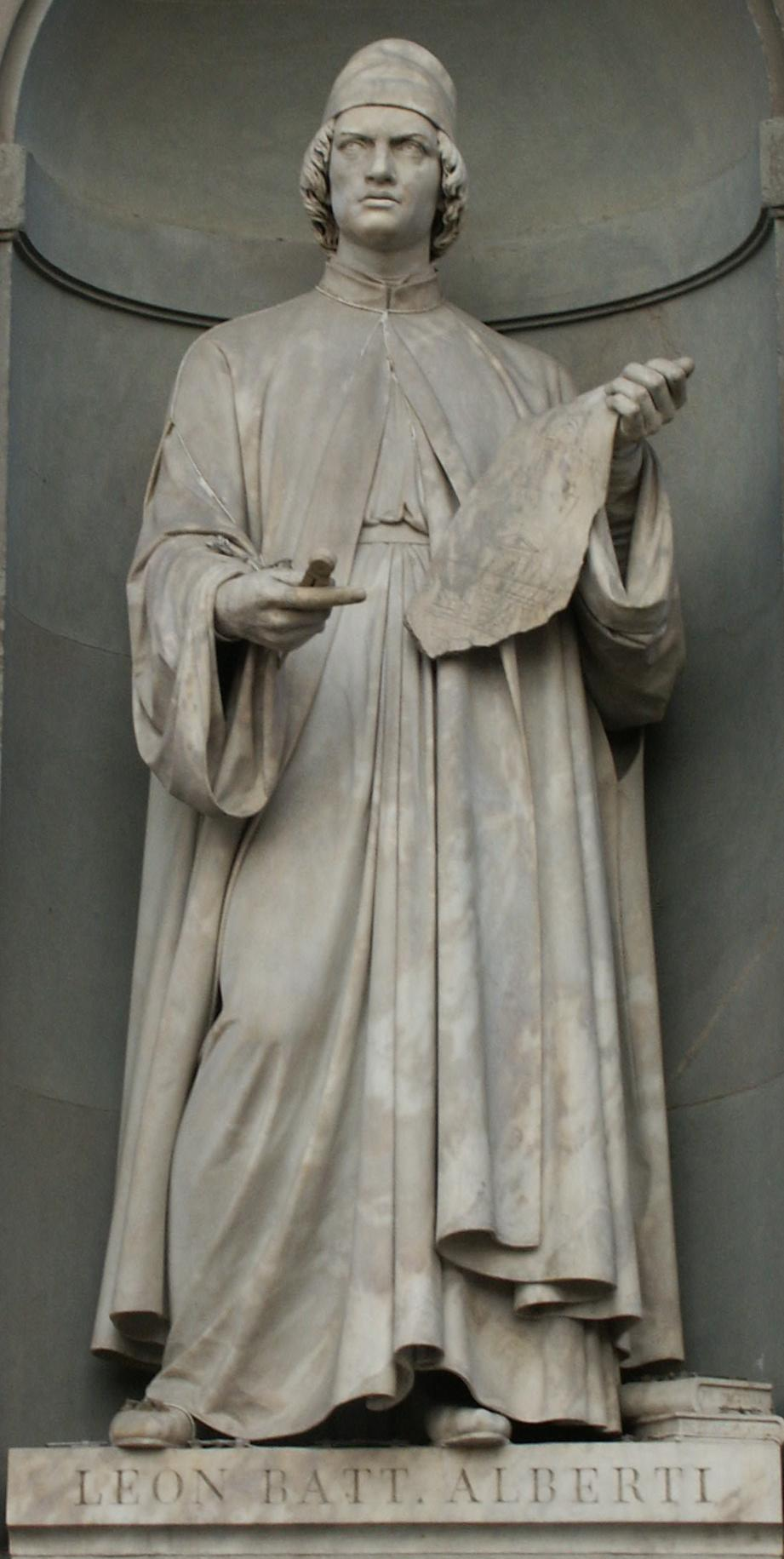
Leon Battista Alberti

- José Albo (ca. 1380-1444), filósofo y rabino judío que vivió en España.
- Juan Argirópulo (1415-1487), profesor griego, filósofo y humanista.
- Antonio Beccadelli (1394-1471), poeta italiano, abogado canónico, académico, diplomático y cronista.
- Vespasiano da Bisticci (1421-1498), humanista y bibliotecario italiano.
- Matteo Maria Boiardo (1440/1-1494), poeta italiano.
- Poggio Bracciolini (1380-1459), escritor y humanista italiano.
- Leonardo Bruni (c. 1370-1444), humanista, historiador y hombre de estado italiano.
- Carlos de Orleans (1394-1465), príncipe y poeta francés.
- Laónico Calcocondilas (1423-1490), erudito griego.
- Pal Engjëlli (1416-1470), sacerdote católico albanés, arzobispo de Durrës y cardenal de Albania.
- Constantine Lascaris (1434-1501), erudito, cronista y gramático griego.
- Antonio de Lebrija (1441-1522), erudito, historiador, enseñante, astrónomo y poeta español.
- John Lydgate (c.1370-c.1451), monje y poeta inglés.
- Sir Thomas Malory (1405-1471), escritor inglés.
- Jorge Manrique (1440-1479), escritor español.
- Iñigo López de Mendoza, marqués de Santillana (1398-1458) político y poeta español.
- Afanasi Nikitin (ca. 1433-1472), comerciante, viajero y escritor ruso, el primer mercader ruso conocido que viajó a Persia, India y Turquía.
- Thomas Occleve (ca. 1368-1426), poeta inglés.
- Reginald Pecock (ca. 1395-1460), prelado y escritor inglés.
- Christine de Pizan (1364-1430), escritora francesa nacida en Venecia, fundadora de «La Querelle de la Rose», una agrupación femenina para discutir el acceso de las mujeres al conocimiento.
- Poliziano (1454-1494), erudito clásico y poeta italiano.
- Giovanni Pontano (1426-1503), humanista y poeta italiano.
- Luigi Pulci (1432-1484), poeta italiano.
- Bartolomeo Sacchi (1421-1481), escritor, humanista y gastrónomo italiano.
- Lorenzo Valla (c.1407-1457), humanista, retórico y educador italiano.
- Gil Vicente (ca. 1465-ca. 1536), poeta portugués.
- François Villon (1431/1432-1463), poeta francés.

### Músicos y compositores

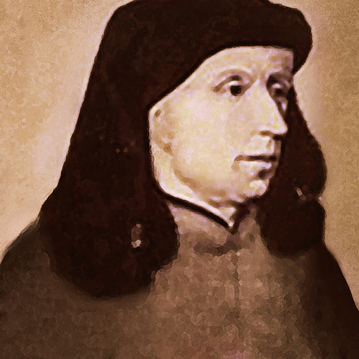
Johannes Ockeghem

- Juan de Anchieta (1462-1523, compositor español del Renacimiento.
- Adrien Basin (ca. 1457-1476; fallecido después de 1498), compositor, cantante y diplomático franco-flamenco de la Escuela borgoñona de principios del Renacimiento.
- Gilles Binchois, (ca. 1400-1460), compositor franco-flamenco, uno de los primeros miembros de la Escuela borgoñona
- Antoine Busnois (ca. 1430-1492), compositor y poeta francés de la antigua Escuela borgoñona.
- Guillaume Dufay (ca- 1397-1474), compositor, músico y teórico franco-flamenco.
- John Dunstaple (ca. 1390-1453), compositor inglés de música polifónica.
- Juan del Encina (1468-1530),compositor, poeta y dramaturgo español.
- Hayne van Ghizeghem (ca. 1445-1472 o posiblemente más tarde; New Grove dice que murió entre 1472 y 1497), compositor flamenco de la antigua Escuela Borgoñona.
- Nicolas Grenon (ca. 1375-1456), compositor francés de principios del Renacimiento.
- Robert Morton (ca. 1430-1479), compositor inglés de principios del Renacimiento.
- Johannes Ockeghem (ca. 1410-1497), compositor francoflamenco.
- Francisco de Peñalosa (ca. 1470-1528), compositor español del Renacimiento medio.
- Leonel Power (ca. 1370 to 1385-1445), compositor inglés de las épocas medieval y de principios del Renacimiento.
- Johannes Tapissier (ca. 1370-1408 to 1410), compositor y profesor francés de finales de la Edad Media.
- Jacobus Vide (ca. 1405-1433), compositor franco-flamenco del período de transición entre el período medieval y el Renacimiento temprano.
- Josquin des Prez (ca. 1450-1521), compositor franco-flamenco del Renacimiento.

### Exploración

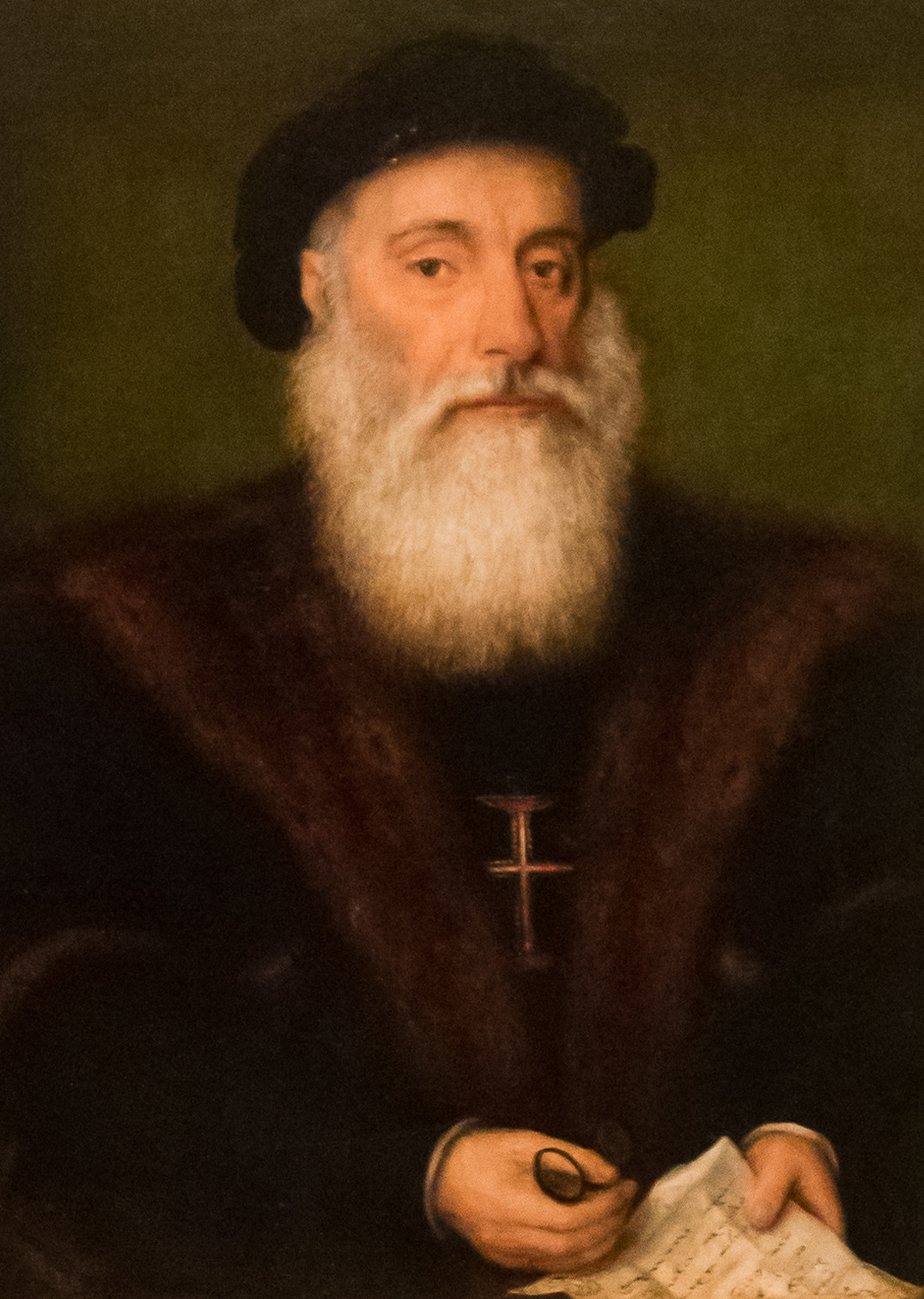
Vasco da Gama

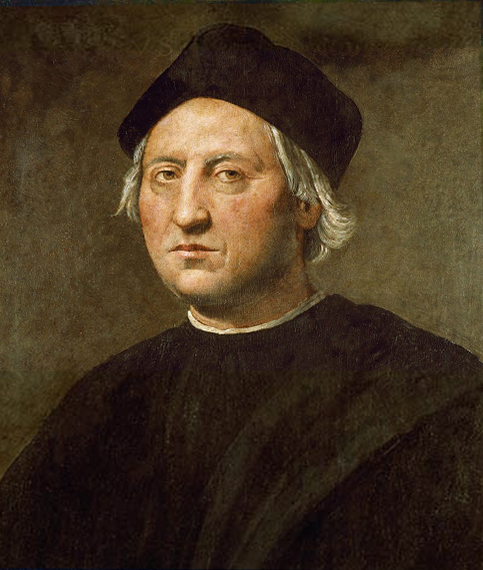
Cristóbal Colón

- Diogo de Azambuja (1432-1518), explorador portugués de la costa africana.
- Juan Caboto (ca. 1450-1499), navegante y explorador italiano al servicio de Inglaterra. Reclamó la isla de Terranova para el reino de Inglaterra.
- Pedro Álvares Cabral (ca. 1467-ca. 1520), navegante y explorador portugués.
- Cristóbal Colón (1451-1506), navegante y explorador, posiblemente de origen genovés al servicio de España. Navegó en 1492 y llegó al (aclamado con el descubrimiento del) "Nuevo Mundo" de América.
- Niccolò Da Conti (1395–1469), mercader y explorador veneciano, nacido en Chioggia, que viajó a la India y al sudeste asiático.
- Bartolomeu Dias (ca. 1450-1500), explorador y navegante portugués, que desde Portugal llegó al cabo de Buena Esperanza.
- João Fernandes Lavrador (1445?-1501), explorador portugués, uno de los primeros europeos en llegar a Terranova y Labrador.
- Vasco da Gama (ca. 1469-1524), navegante y explorador portugués que alcanzó la India para Portugal, creando la primera alternativa marítima a la ruta de la Seda.
- João da Nova (ca. 1460-1509), explorador portugués del Atlántico y del Índico.
- Johann Schiltberger (1381-ca. 1440), viajero alemán en todo el Medio Oriente y Asia Central.
- Pêro Vaz de Caminha (ca. 1450-1500), explorador portugués que acompañó a Pedro Álvares Cabral en el descubrimiento de Brasil.
- Zheng He (1371-1435), explorador y almirante eunuco chino.
- Américo Vespucio (ca. 1454-1512), comerciante, explorador y cosmógrafo florentino al servicio de España, navegó en 1499 y 1502 y exploró

```
la costa este de 
América del Sur
.
```

### Ciencia e invención
- Abu Sa'id al-Afif, médico samaritano.
- Johannes Gutenberg (ca. 1400-1468) fue un orfebre e impresor alemán al que se le atribuye la invención de la impresión de tipos móviles en Europa alrededor de 1439 y la impresión mecánica en todo el mundo.
- Pietro Pomponazzi (1462-1525), filósofo italiano.
- Georg von Peuerbach (1423-1461), astrónomo y matemático alemán / austriaco.
- Nicolaus Copernicus (1473-1543), padre de la astronomía moderna.
- Regiomontanus (1436-1476), matemático y astrónomo.
- Pierre d'Ailly (1350-1420), cardenal francés, teólogo, cosmógrafo, autor de Imago mundi (circa 1410), utilizado por los navegantes para grandes descubrimientos.
- Fra Mauro (?-ca.1459), cartógrafo italiano.
- Ludovico Podocataro (1429-1504), cardenal y arzobispo chipriota, secretario y médico personal de Rodrigo Borgia, luego papa Alejandro VI.

## Inventos, descubrimientos, introducciones

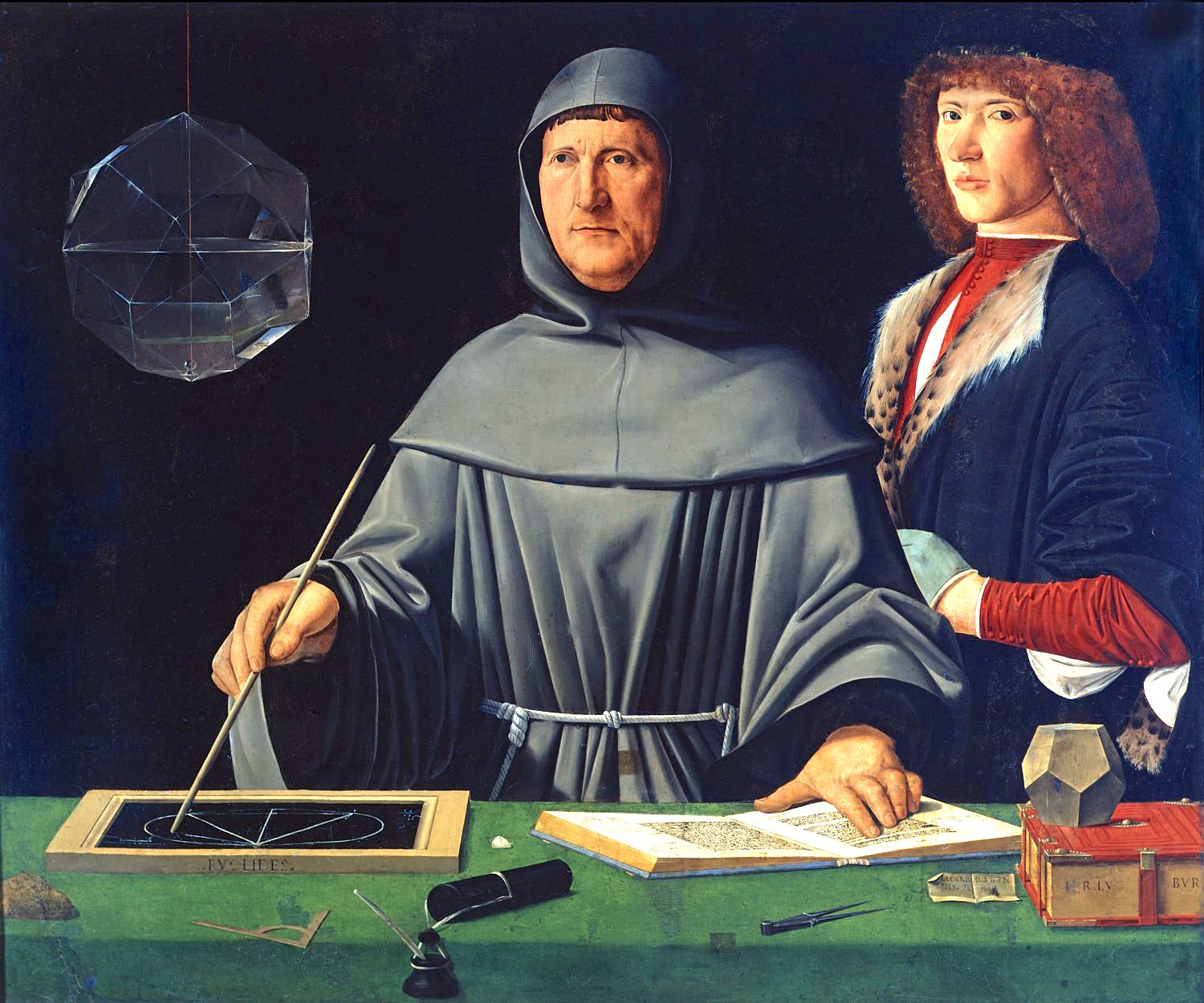
Retrato de Luca Pacioli con un estudiante, de Jacopo de' Barbari (Museo di Capodimonte).

- Renacimiento afecta a la filosofía, ciencia y el arte.
- Comienza la era de los descubrimientos.
- Auge del inglés moderno a partir del inglés medio.
- Introducción de la campana del mediodía en el mundo católico.
- Bancos públicos
- Enciclopedia Yongle: más de 22.000 volúmenes
- Alfabeto hangul en Corea
- whisky escocés
- Hospitales psiquiátricos[aclaración requerida]
- Desarrollo del grabado en madera para la impresión entre 1400-1450
- Los tipos móviles utilizados por primera vez por el rey Taejong de Joseon (1403) (el tipo móvil, que permitía que los caracteres individuales estuvieran dispuestos para formar palabras, fue inventado en China por Bi Sheng entre 1041 y 1048.)
- Aunque fue utilizado anteriormente en Corea y por el funcionario chino Wang Zhen (con estaño), la impresión de tipos móviles de metal de bronce fue creada en China por Hua Sui en 1490
- Johannes Gutenberg avanza la imprenta en Europa (ca. 1455)
- Dibujo de perspectiva cónica perfeccionado por Filippo Brunelleschi 1410-1415
- Invención del clavecín ca. 1450
- Llegada de Cristóbal Colón a América en 1492